# Lijst van ontvangers van de Presidential Medal of Freedom

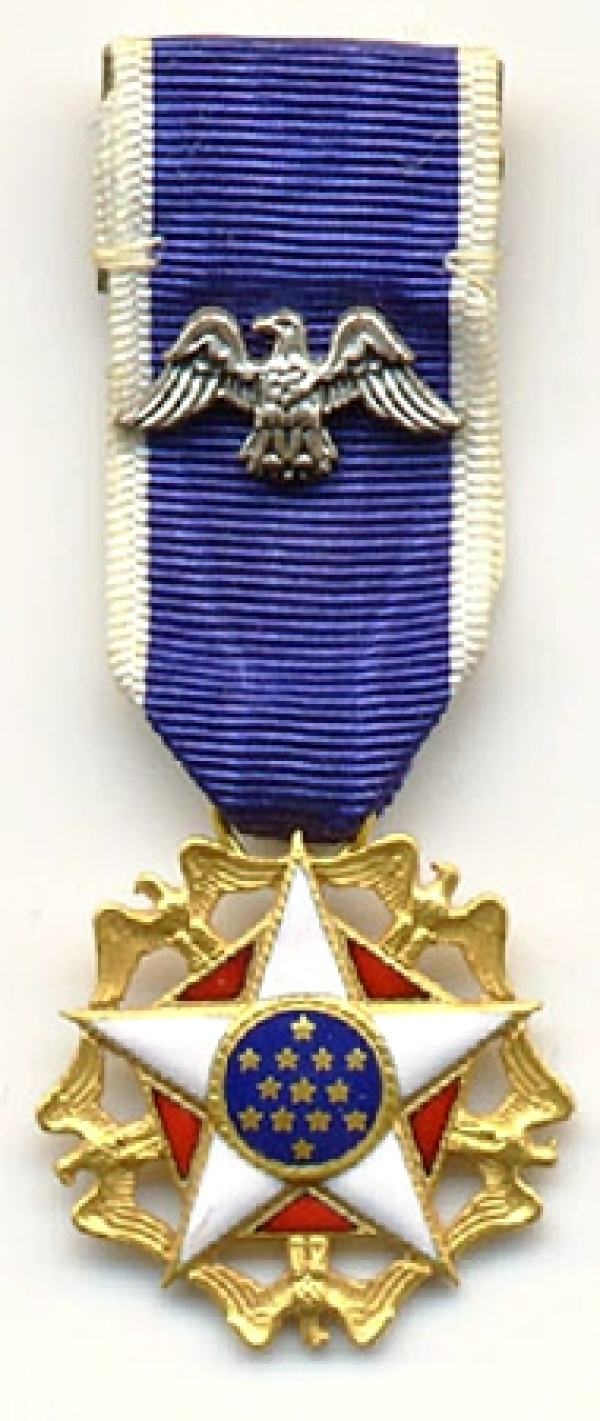
De Presidential Medal of Freedom

Dit is een lijst van ontvangers van de Presidential Medal of Freedom, een van de hoogste onderscheidingen van de Verenigde Staten.
De lijst is gegroepeerd per gebied waarin een ontvanger bekendheid geniet. Verder is de lijst alfabetisch ingedeeld en kunnen de kolommen gesorteerd worden.
Deze lijst is niet compleet.

### Literatuur

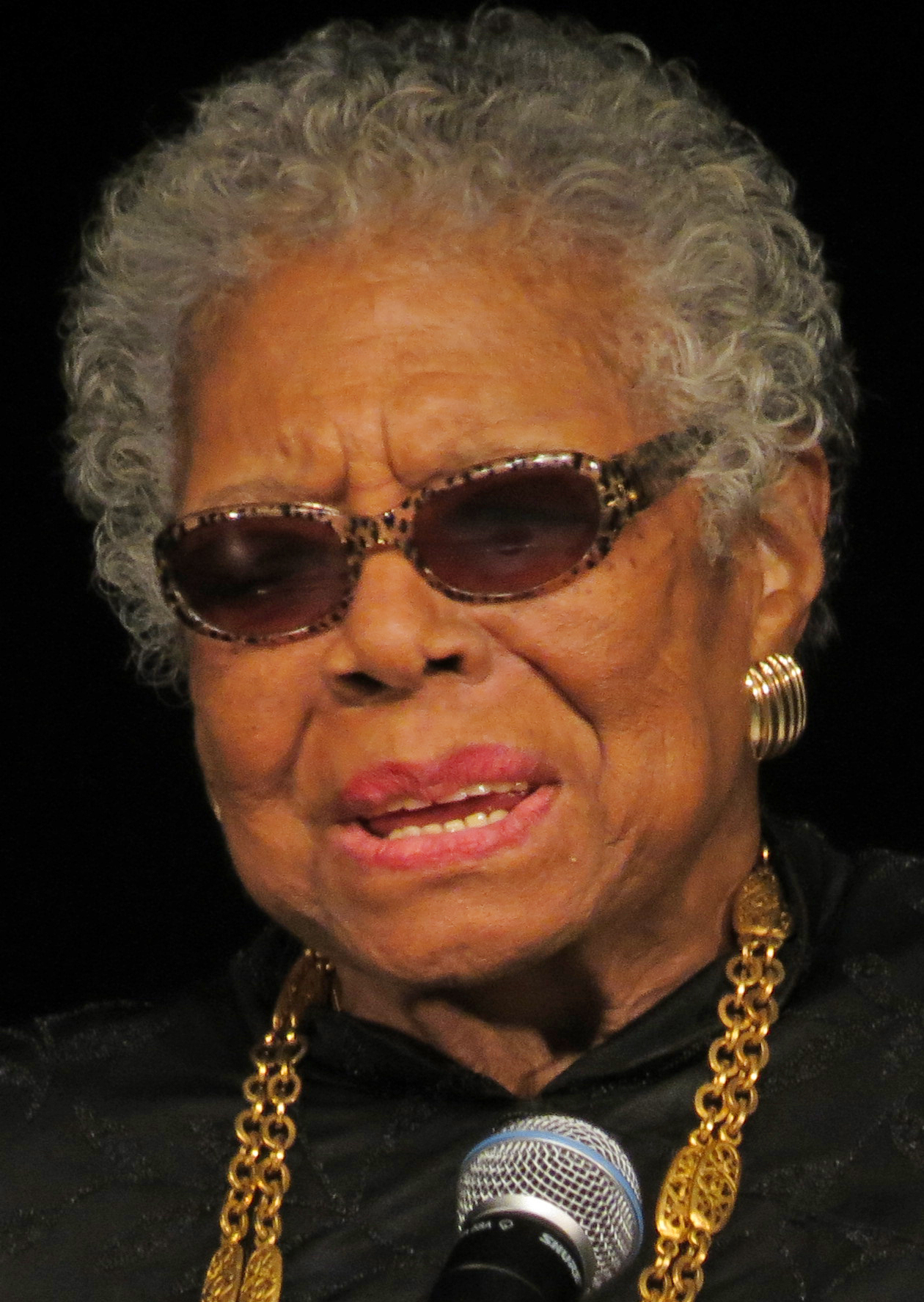
Maya Angelou, 2013

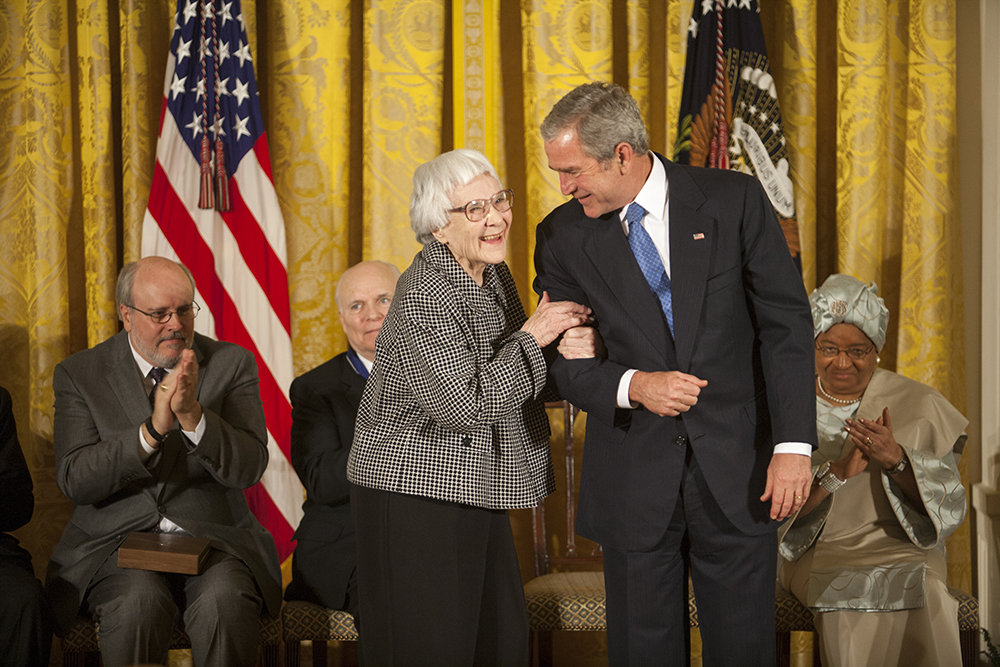
Harper Lee, 2007

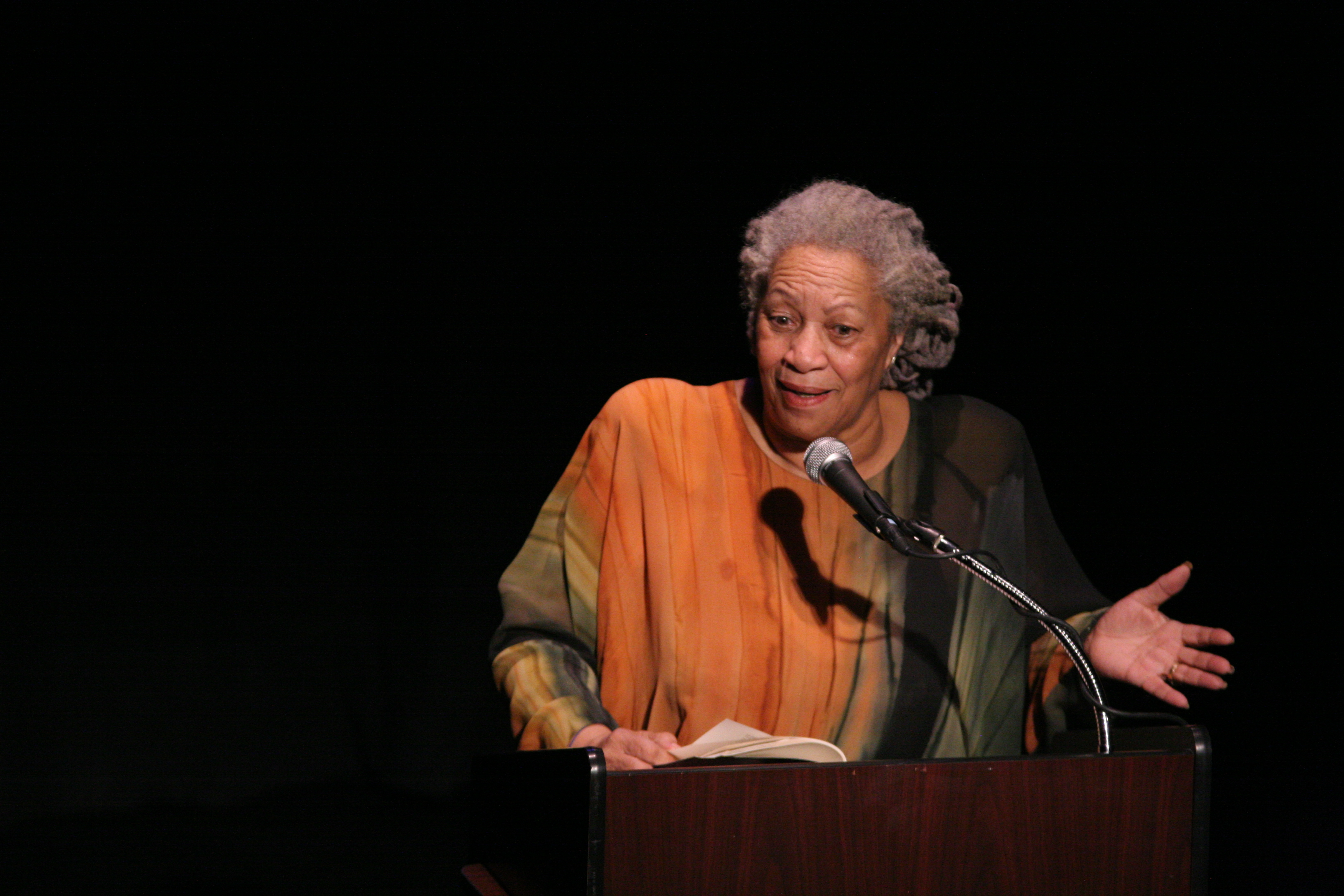
Toni Morrison, 2008

## Kunst en cultuur

### Architectuur
| Ontvanger                  | datum | opmerking |
| -------------------------- | ----- | --------- |
| Richard Buckminster Fuller | 1983  |           |
| Frank Gehry                | 2016  |           |
| Ieoh Ming Pei              | 1993  |           |
| Ludwig Mies van der Rohe   | 1963  |           |

### Kunst

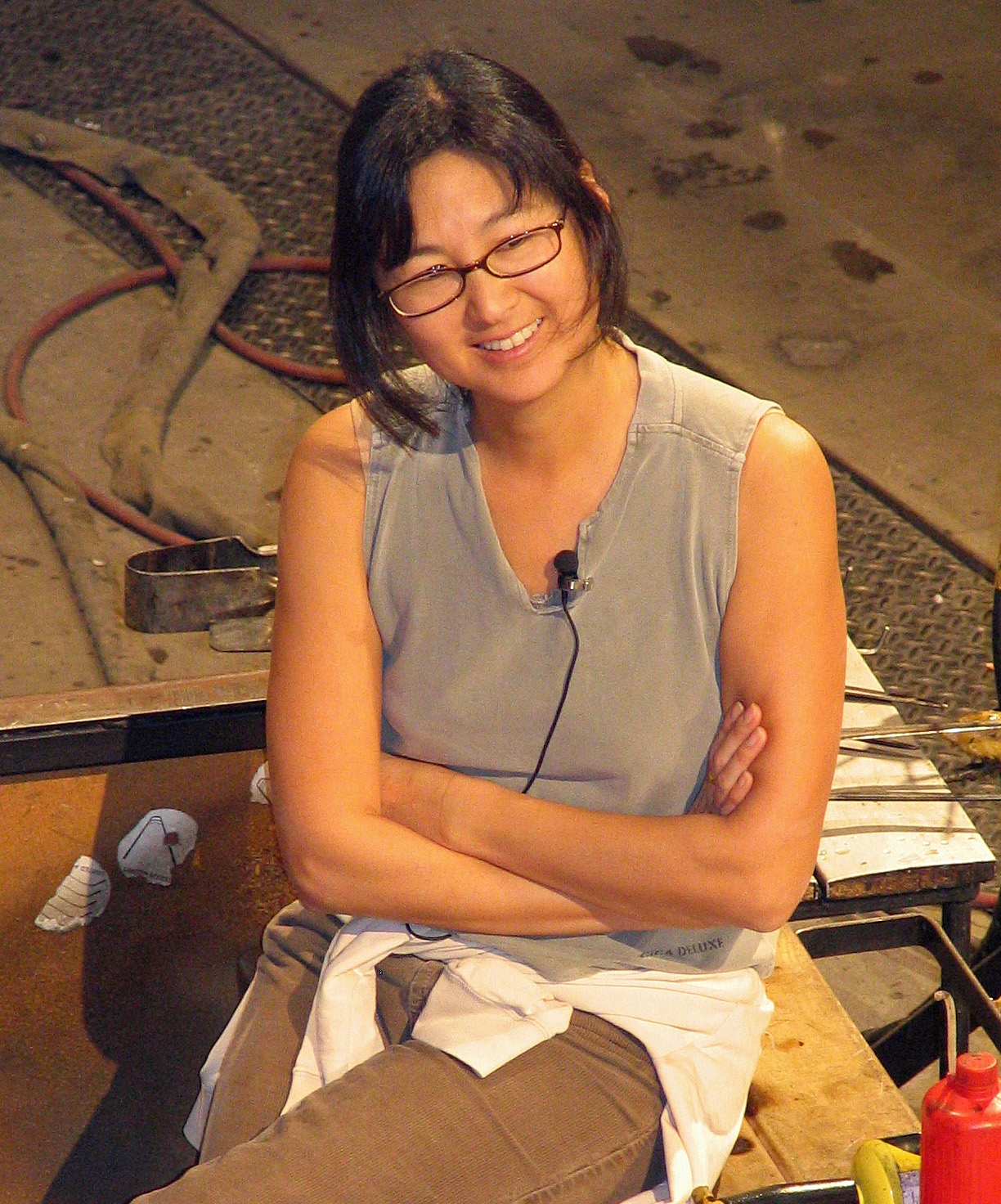
Maya Lin

| Ontvanger         | datum | opmerking                                  |
| ----------------- | ----- | ------------------------------------------ |
| Alexander Calder  | 1977  | postuum toegekend                          |
| Jasper Johns      | 2011  |                                            |
| Willem de Kooning | 1964  |                                            |
| Maya Lin          | 2016  |                                            |
| Georgia O'Keeffe  | 1977  |                                            |
| Norman Rockwell   | 1977  | Zijn zoon Jarvis nam de prijs in ontvangst |
| Roger L. Stevens  | 1988  |                                            |
| Andrew Wyeth      | 1963  |                                            |

### Dans

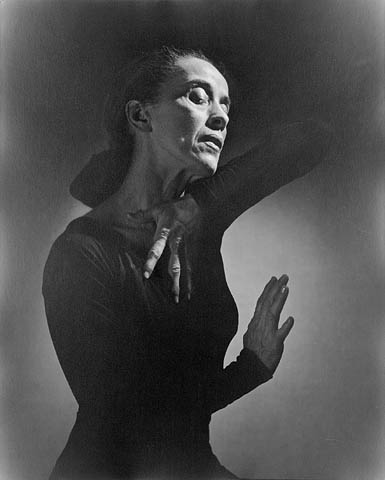
Martha Graham, 1948

| Ontvanger         | datum | opmerking |
| ----------------- | ----- | --------- |
| Alvin Ailey       | 2014  |           |
| George Balanchine | 1983  |           |
| Lucia Chase       | 1980  |           |
| Martha Graham     | 1976  |           |
| Lincoln Kirstein  | 1984  |           |
| Chita Rivera      | 2009  |           |

### Film

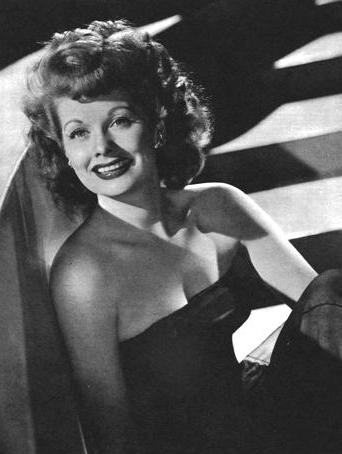
Lucille Ball, 1945

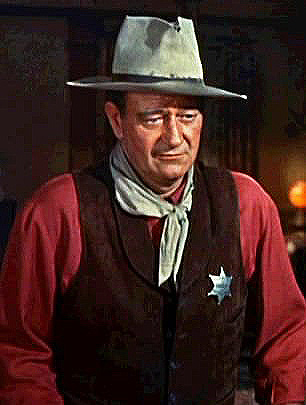
John Wayne

| Ontvanger        | datum | opmerking         |
| ---------------- | ----- | ----------------- |
| Lucille Ball     | 1989  | postuum toegekend |
| James Cagney     | 1984  |                   |
| Doris Day        | 2004  |                   |
| Robert De Niro   | 2016  |                   |
| Walt Disney      | 1964  |                   |
| Kirk Douglas     | 1981  |                   |
| Lynn Fontanne    | 1964  |                   |
| John Ford        | 1973  | regisseur         |
| Samuel Goldwyn   | 1971  |                   |
| Tom Hanks        | 2016  |                   |
| Helen Hayes      | 1986  |                   |
| Audrey Hepburn   | 1992  |                   |
| Charlton Heston  | 2003  |                   |
| Bob Hope         | 1969  |                   |
| Danny Kaye       | 1987  | postuum toegekend |
| Alfred Lunt      | 1964  |                   |
| Rita Moreno      | 2004  |                   |
| Gregory Peck     | 1969  |                   |
| Sidney Poitier   | 2009  |                   |
| Martha Raye      | 1993  |                   |
| Robert Redford   | 2016  |                   |
| Steven Spielberg | 2015  |                   |
| James Stewart    | 1985  |                   |
| Meryl Streep     | 2014  |                   |
| Barbra Streisand | 2015  |                   |
| Marlo Thomas     | 2014  |                   |
| Cicely Tyson     | 2016  |                   |
| Lew Wasserman    | 1995  |                   |
| John Wayne       | 1980  | postuum toegekend |

### Muziek

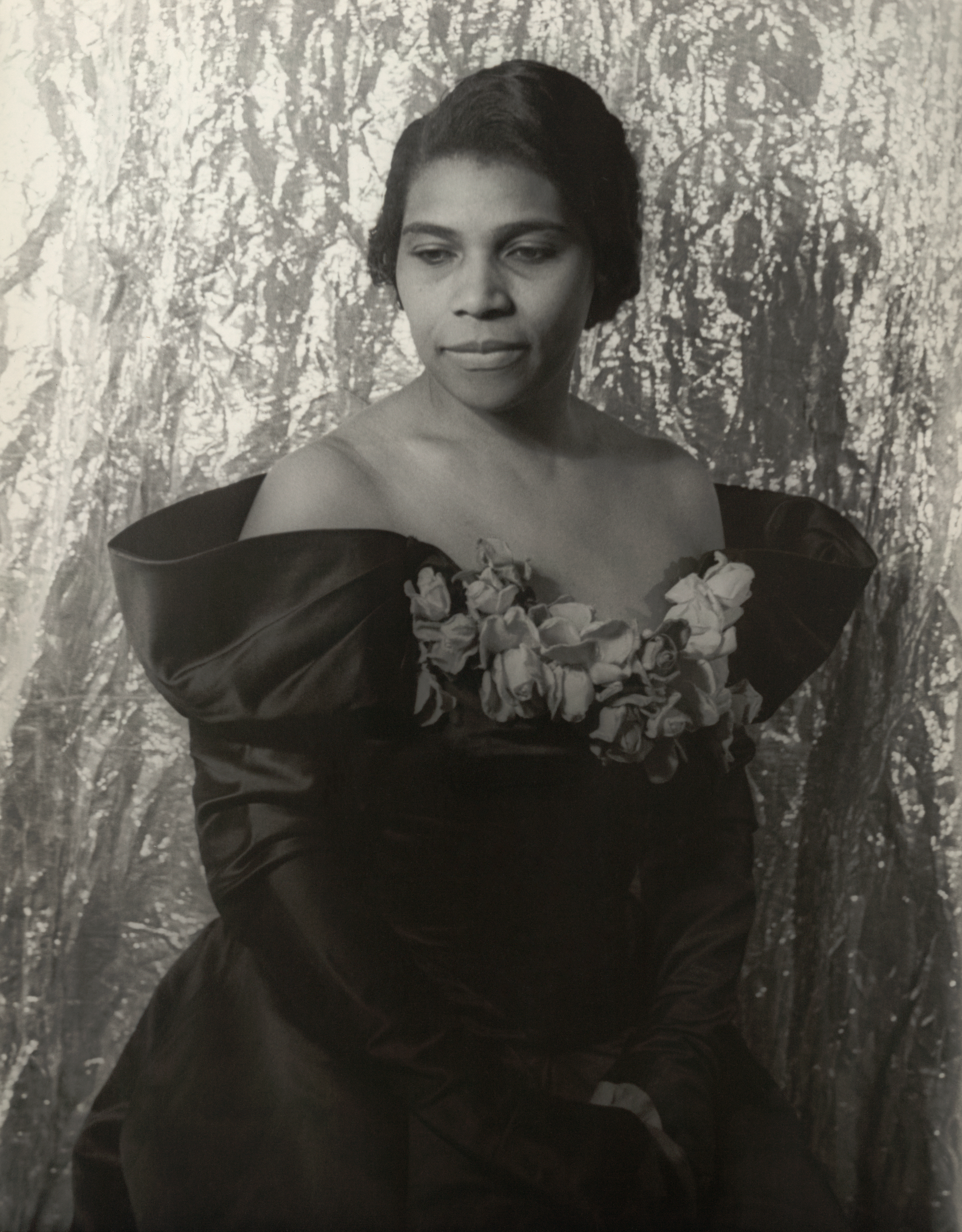
Marian Anderson

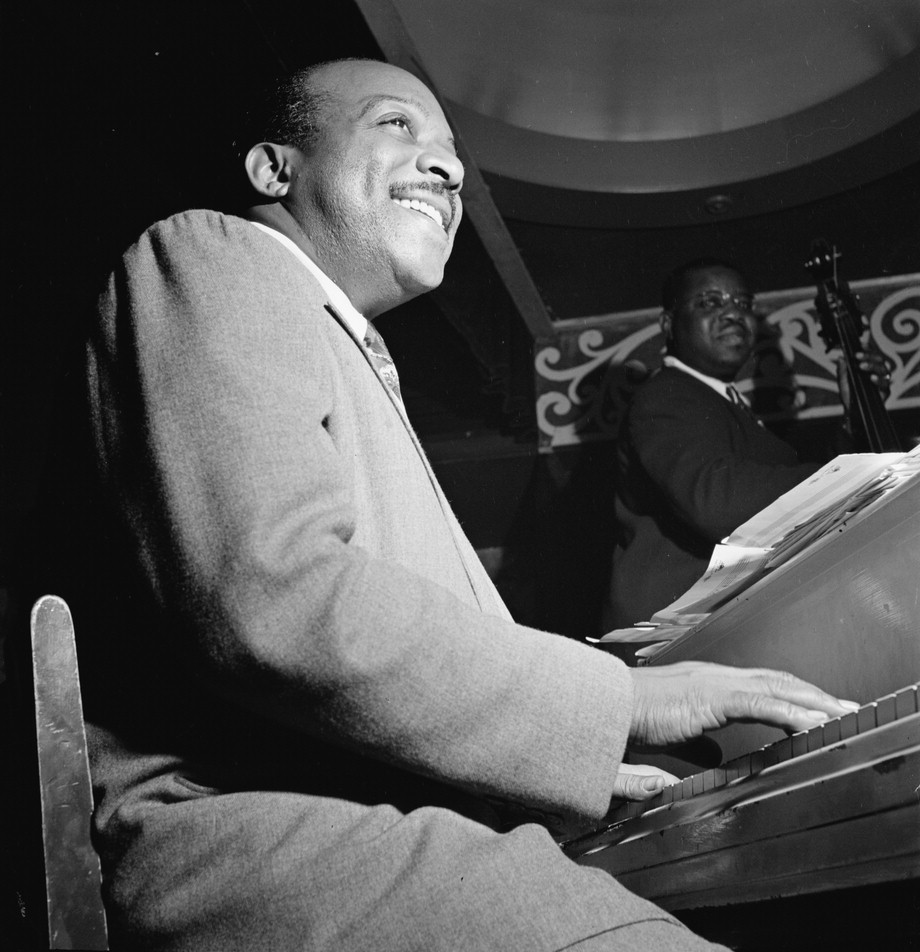
Count Basie, rond 1947

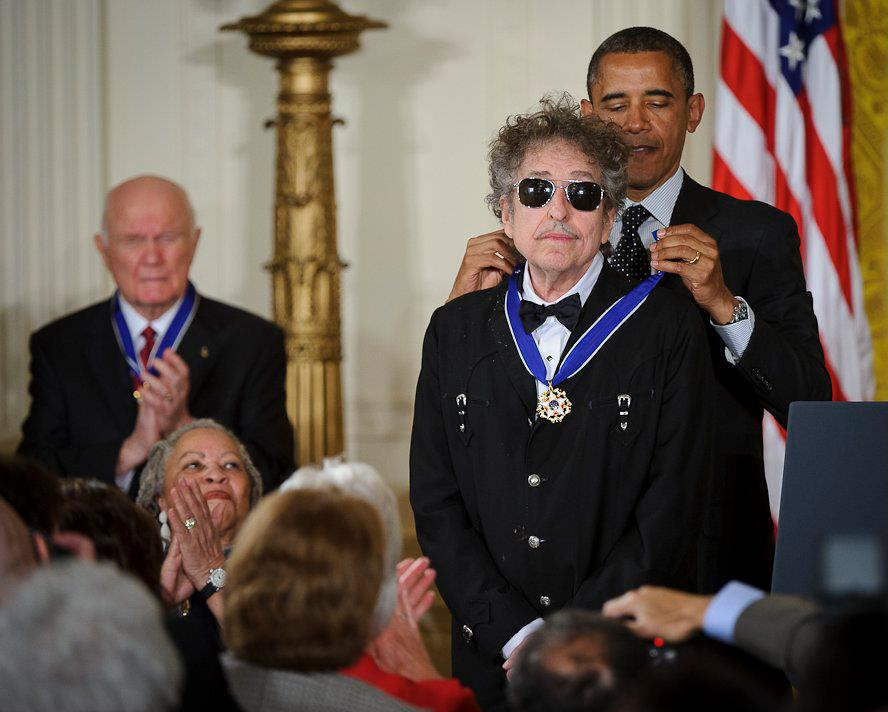
Bob Dylan, 2012

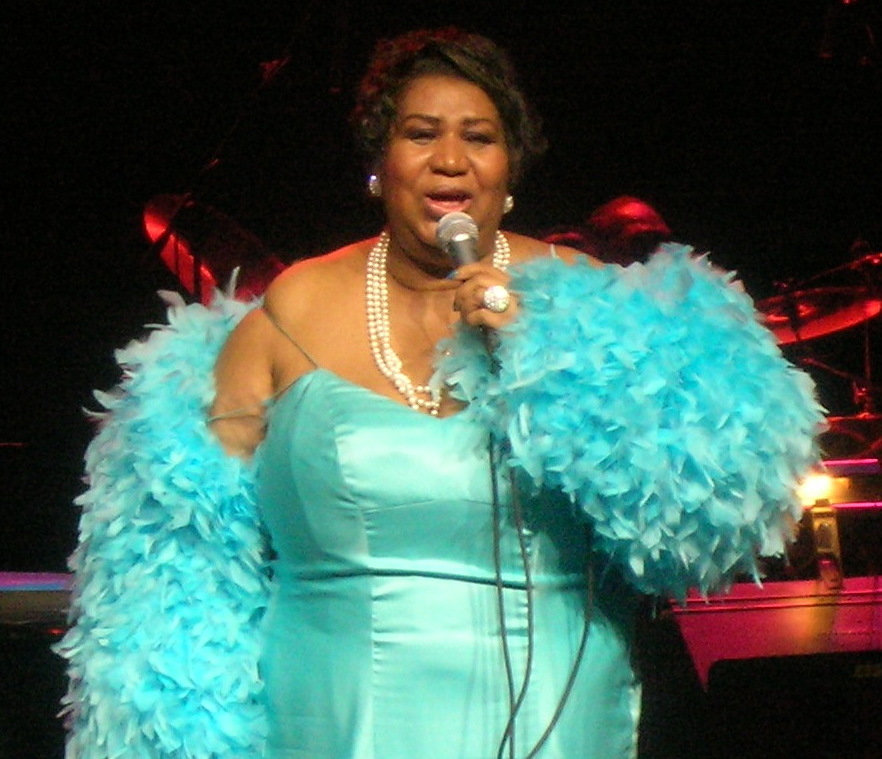
Aretha Franklin, 2007

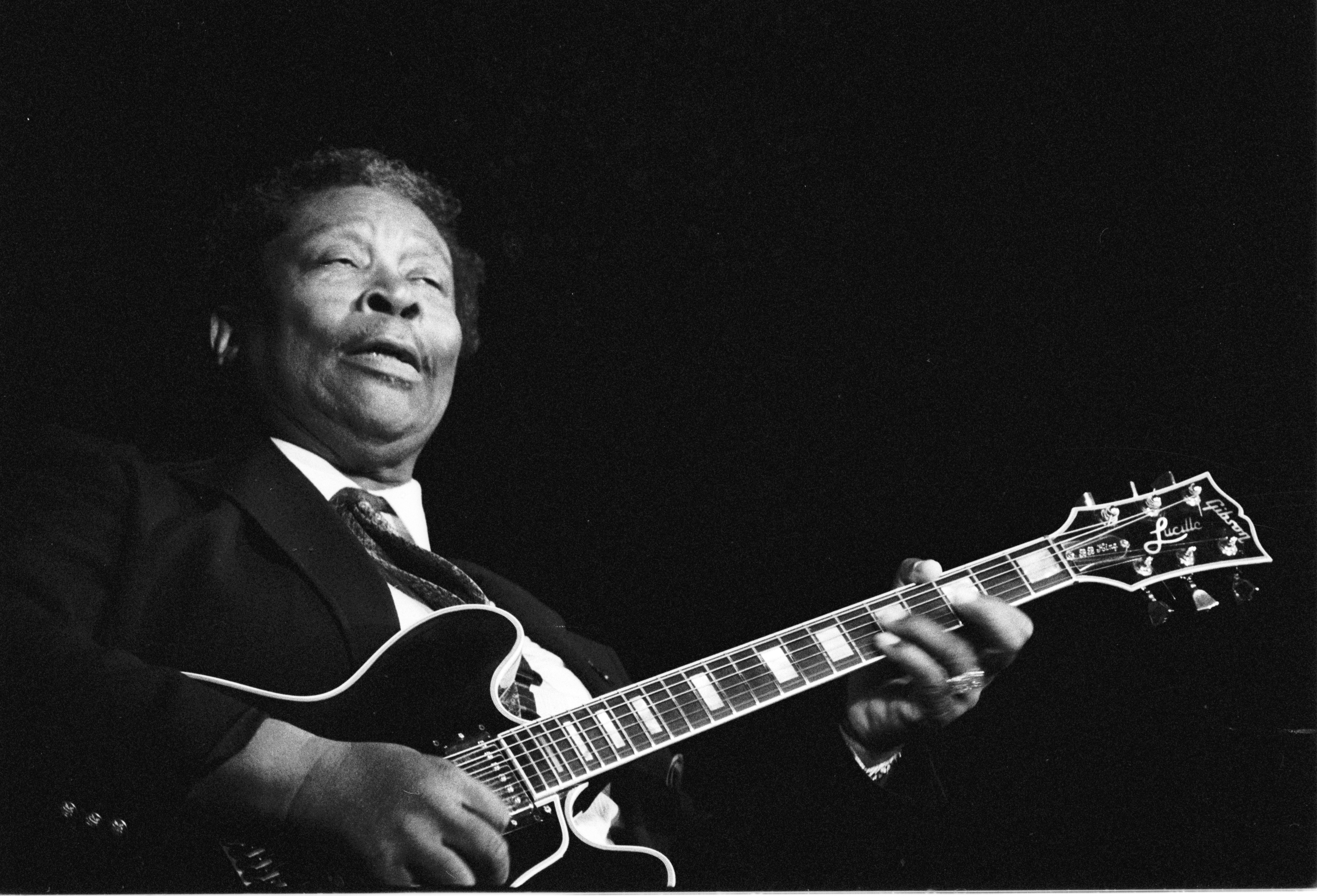
B.B. King, 1989)

| Ontvanger              | datum | opmerking         |
| ---------------------- | ----- | ----------------- |
| Marian Anderson        | 1963  |                   |
| Pearl Bailey           | 1988  |                   |
| Count Basie            | 1985  | postuum toegekend |
| Irving Berlin          | 1977  |                   |
| James Blake            | 1981  |                   |
| Pablo Casals           | 1963  |                   |
| Van Cliburn            | 2003  |                   |
| Aaron Copland          | 1964  |                   |
| Plácido Domingo        | 2002  |                   |
| Bob Dylan              | 2012  |                   |
| Duke Ellington         | 1969  |                   |
| Emilio Estefan         | 2015  |                   |
| Gloria Estefan         | 2015  |                   |
| Arthur Fiedler         | 1977  |                   |
| Ella Fitzgerald        | 1992  |                   |
| Tennessee Ernie Ford   | 1984  |                   |
| Aretha Franklin        | 2005  |                   |
| Vladimir Horowitz      | 1986  |                   |
| B.B. King              | 2006  |                   |
| Loretta Lynn           | 2013  |                   |
| Yo-Yo Ma               | 2011  |                   |
| Mabel Mercer           | 1983  |                   |
| Eugene Ormandy         | 1970  |                   |
| Itzhak Perlman         | 2015  |                   |
| Leontyne Price         | 1964  |                   |
| Diana Ross             | 2016  |                   |
| Mstislav Rostropovitsj | 1987  |                   |
| Arthur Rubinstein      | 1976  |                   |
| Arturo Sandoval        | 2013  |                   |
| Rudolf Serkin          | 1963  |                   |
| Beverly Sills          | 1980  |                   |
| Frank Sinatra          | 1985  |                   |
| Kate Smith             | 1982  |                   |
| Stephen Sondheim       | 2015  |                   |
| Bruce Springsteen      | 2016  |                   |
| Isaac Stern            | 1992  |                   |
| Barbra Streisand       | 2015  |                   |
| James Taylor           | 2015  |                   |
| Meredith Willson       | 1987  | postuum toegekend |
| Stevie Wonder          | 2014  |                   |
| Elvis Presley          | 2018  | postuum toegekend |

### Fotografie
| Ontvanger       | datum | opmerking |
| --------------- | ----- | --------- |
| Ansel Adams     | 1980  |           |
| Edwin Land      | 1963  |           |
| Edward Steichen | 1963  |           |

## Zaken en economie

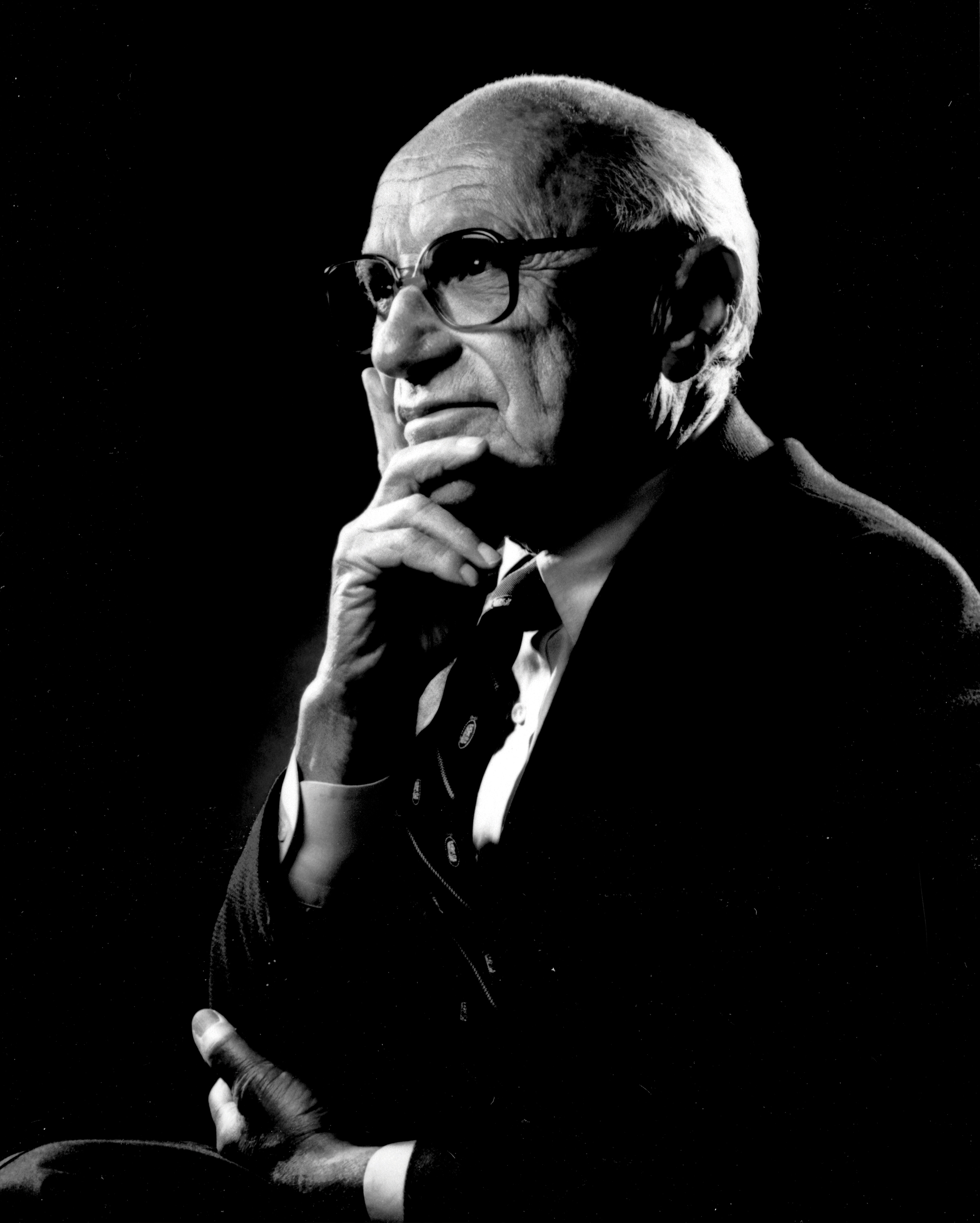
Milton Friedman, 2004

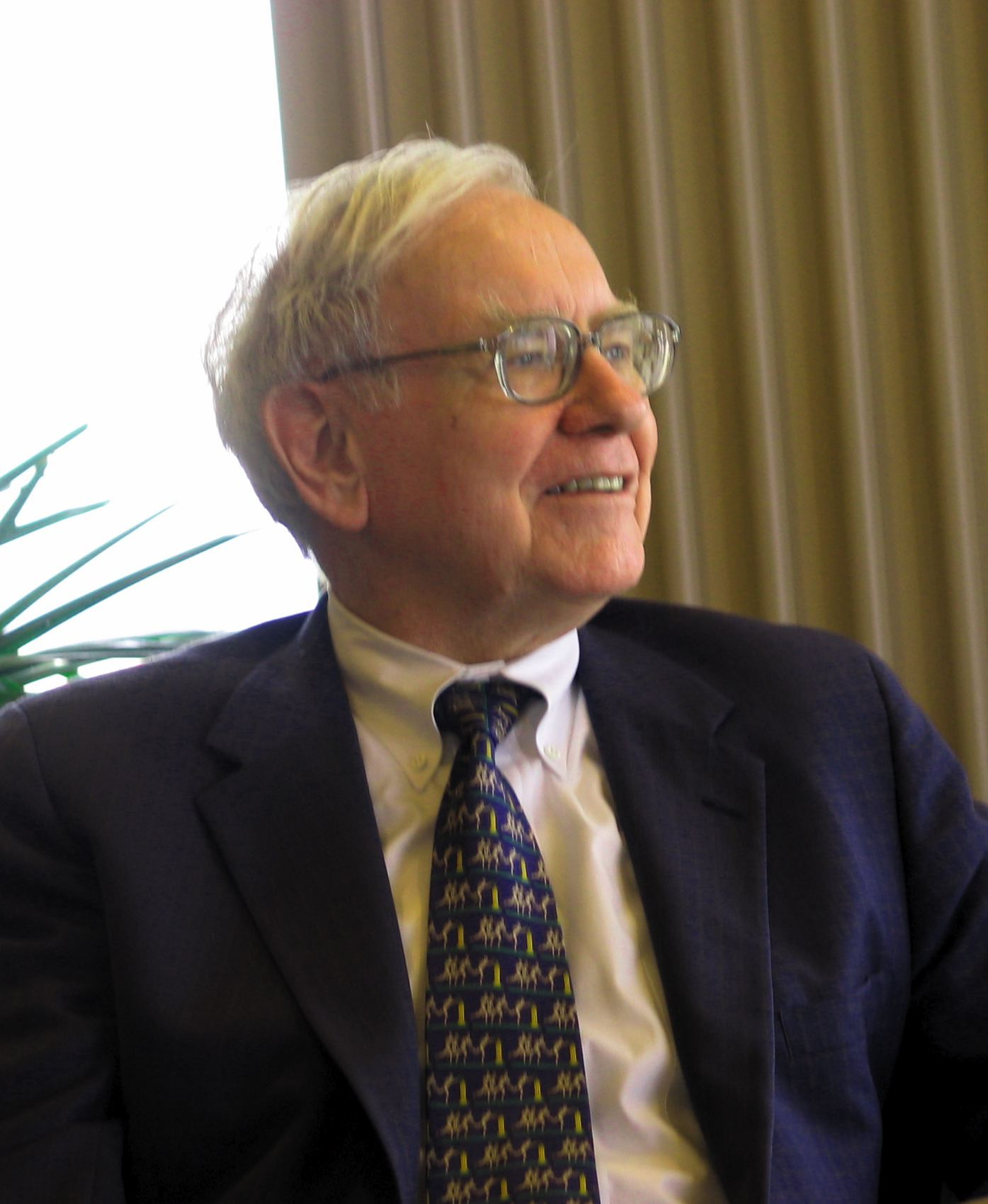
Warren Buffett, 2005

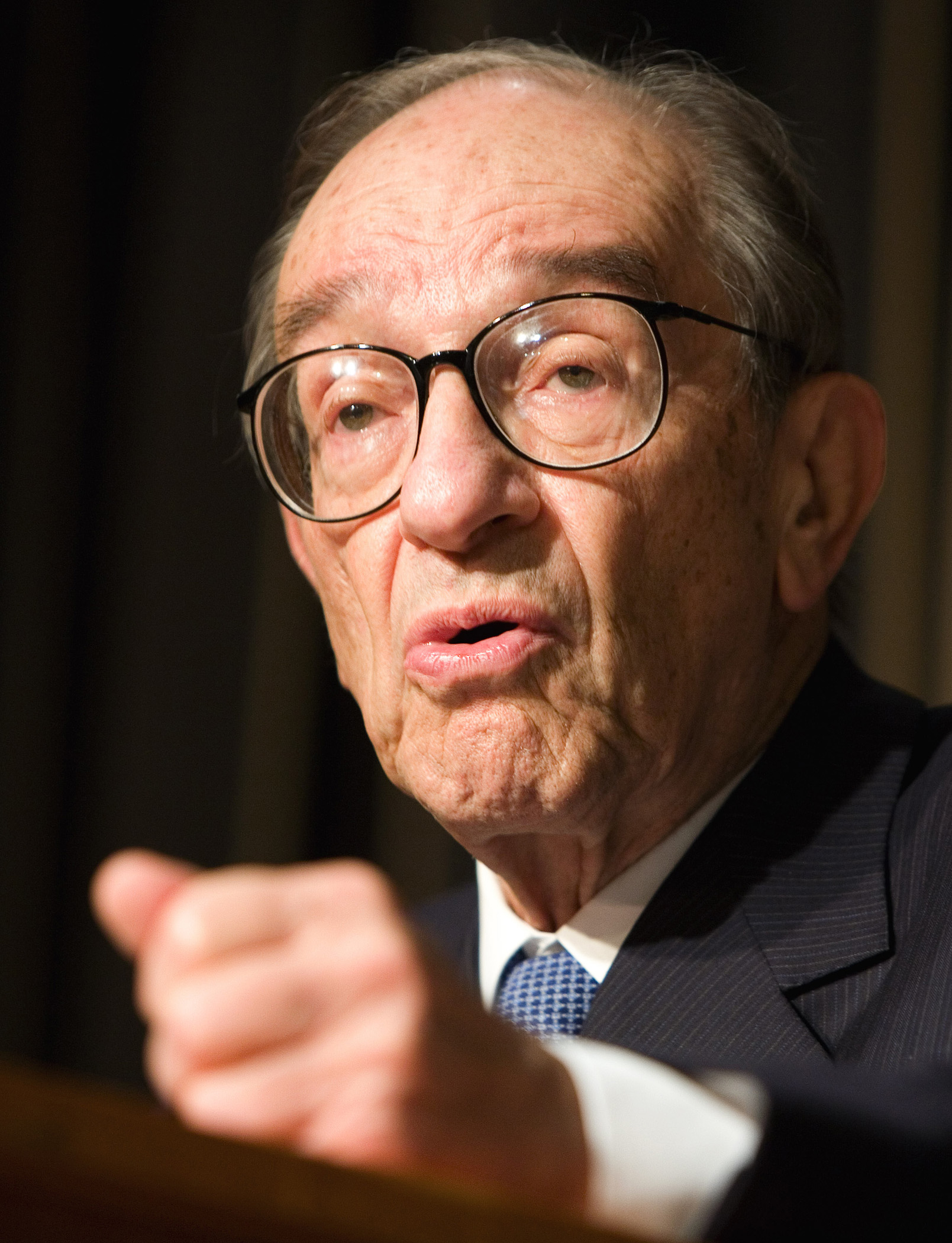
Alan Greenspan, 2007

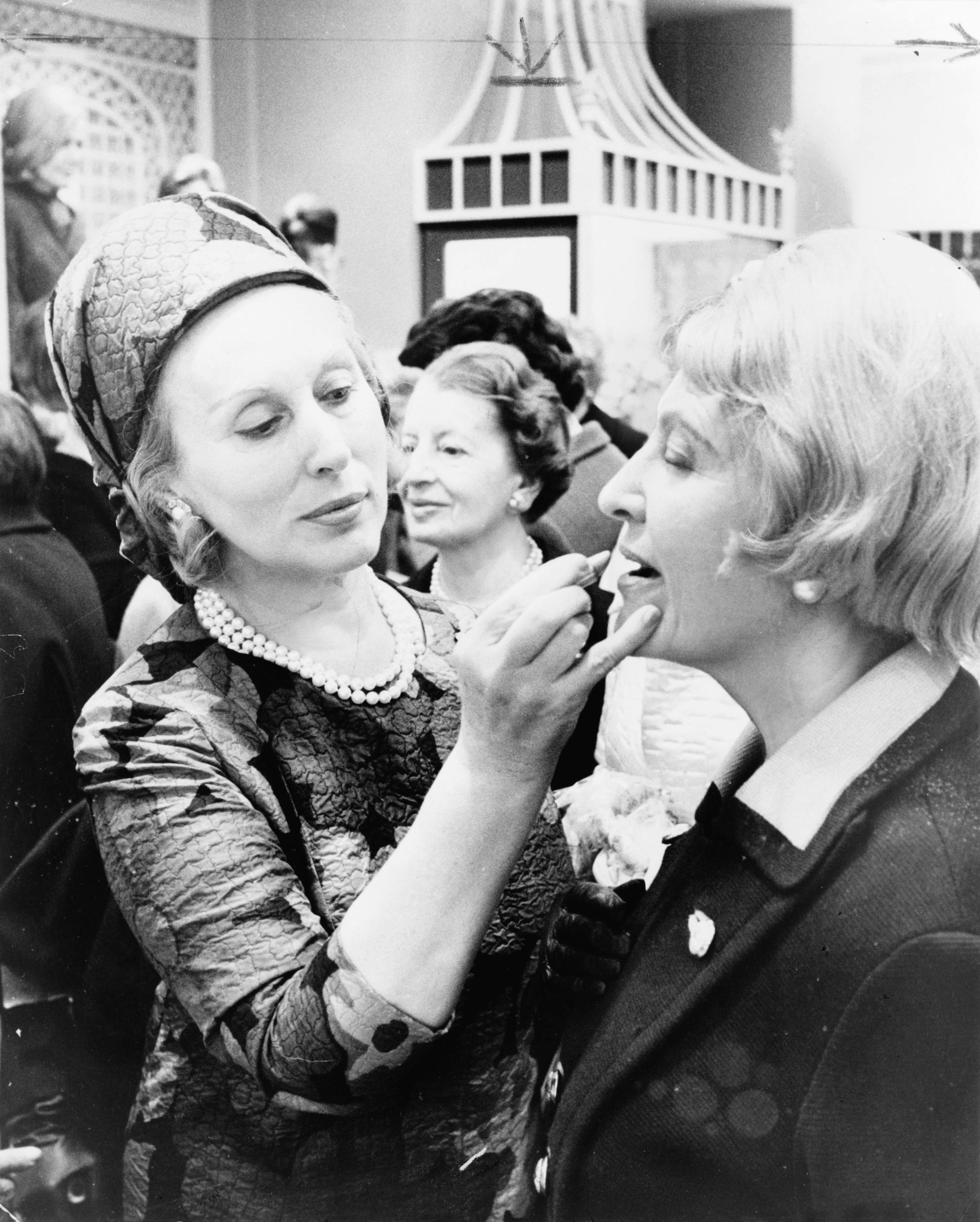
Estee Lauder

| Ontvanger               | datum | opmerking                     |
| ----------------------- | ----- | ----------------------------- |
| Iorwith Wilbur Abel     | 1977  |                               |
| Walter Annenberg        | 1986  |                               |
| Gary Becker             | 2007  |                               |
| Edgar Bronfman sr.      | 1999  |                               |
| Irving Brown            | 1988  |                               |
| Warren Buffett          | 2011  |                               |
| James E. Burke          | 2000  |                               |
| Edward J. DeBartolo sr. | 1988  |                               |
| Peter Drucker           | 2002  |                               |
| David Dubinsky          | 1969  |                               |
| Henry Ford II           | 1969  |                               |
| Milton Friedman         | 1988  |                               |
| John Kenneth Galbraith  | 2000  |                               |
| Alan Greenspan          | 2005  |                               |
| Bryce Harlow            | 1981  |                               |
| Friedrich von Hayek     | 1991  |                               |
| Paul G. Hoffman         | 1974  |                               |
| Daniel Kahneman         | 2013  |                               |
| Edgar Kaiser            | 1969  |                               |
| Frederick Kappel        | 1964  |                               |
| Lane Kirkland           | 1994  |                               |
| Estée Lauder            | 2004  |                               |
| John L. Lewis           | 1964  |                               |
| J. Willard Marriott     | 1988  | postuum toegekend             |
| David Packard           | 1988  |                               |
| Clarence Randall        | 1963  |                               |
| Walter Reuther          | 1995  | postuum toegekend             |
| David Rockefeller       | 1998  |                               |
| Laurance Rockefeller    | 1969  |                               |
| James Rouse             | 1995  |                               |
| Robert Solow            | 2014  |                               |
| John Sweeney            | 2011  | vakbondsleider                |
| Dave Thomas             | 2003  | ondernemer, postuum toegekend |
| Tex Thornton            | 1981  |                               |
| Juan Trippe             | 1985  | postuum toegekend             |
| Sam Walton              | 1992  |                               |
| An Wang                 | 1986  |                               |
| Thomas Watson jr.       | 1964  |                               |
| Justin Whitlock Dart    | 1987  | postuum toegekend             |
| Walter B. Wriston       | 2004  |                               |
| Muhammad Yunus          | 2009  |                               |

## ICT

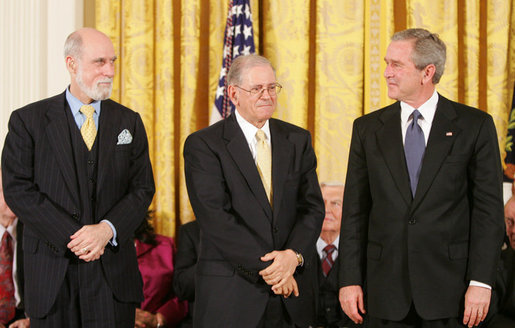
Vinton Cerf en Bob Kahn, 2005

| Ontvanger         | datum | opmerking         |
| ----------------- | ----- | ----------------- |
| Vinton Cerf       | 2005  |                   |
| Margaret Hamilton | 2016  |                   |
| Grace Hopper      | 2016  | postuum toegekend |
| Bob Kahn          | 2005  |                   |
| Gordon Moore      | 2002  |                   |

## Onderwijs
| Ontvanger                    | datum | opmerking         |
| ---------------------------- | ----- | ----------------- |
| Detlev Bronk                 | 1964  |                   |
| Genevieve Caulfield          | 1963  |                   |
| James E. Cheek               | 1983  |                   |
| Ruth Johnson Colvin          | 2006  |                   |
| James Bryant Conant          | 1963  |                   |
| Norman Francis               | 2006  |                   |
| Hanna Holborn Gray           | 1991  |                   |
| Theodore Hesburgh            | 1964  |                   |
| Jerome H. Holland            | 1985  | postuum toegekend |
| Karl Holton                  | 1963  |                   |
| Margaret McNamara            | 1981  |                   |
| Alexander Meiklejohn         | 1963  |                   |
| Eduardo J. Padrón            | 2016  |                   |
| Antonia Pantoja              | 1996  |                   |
| Frederick Patterson          | 1987  |                   |
| Hyman Rickover               | 1980  |                   |
| Rabbi Menachem M. Schneerson | 1994  |                   |
| George W. Taylor             | 1963  |                   |

## Geschiedenis

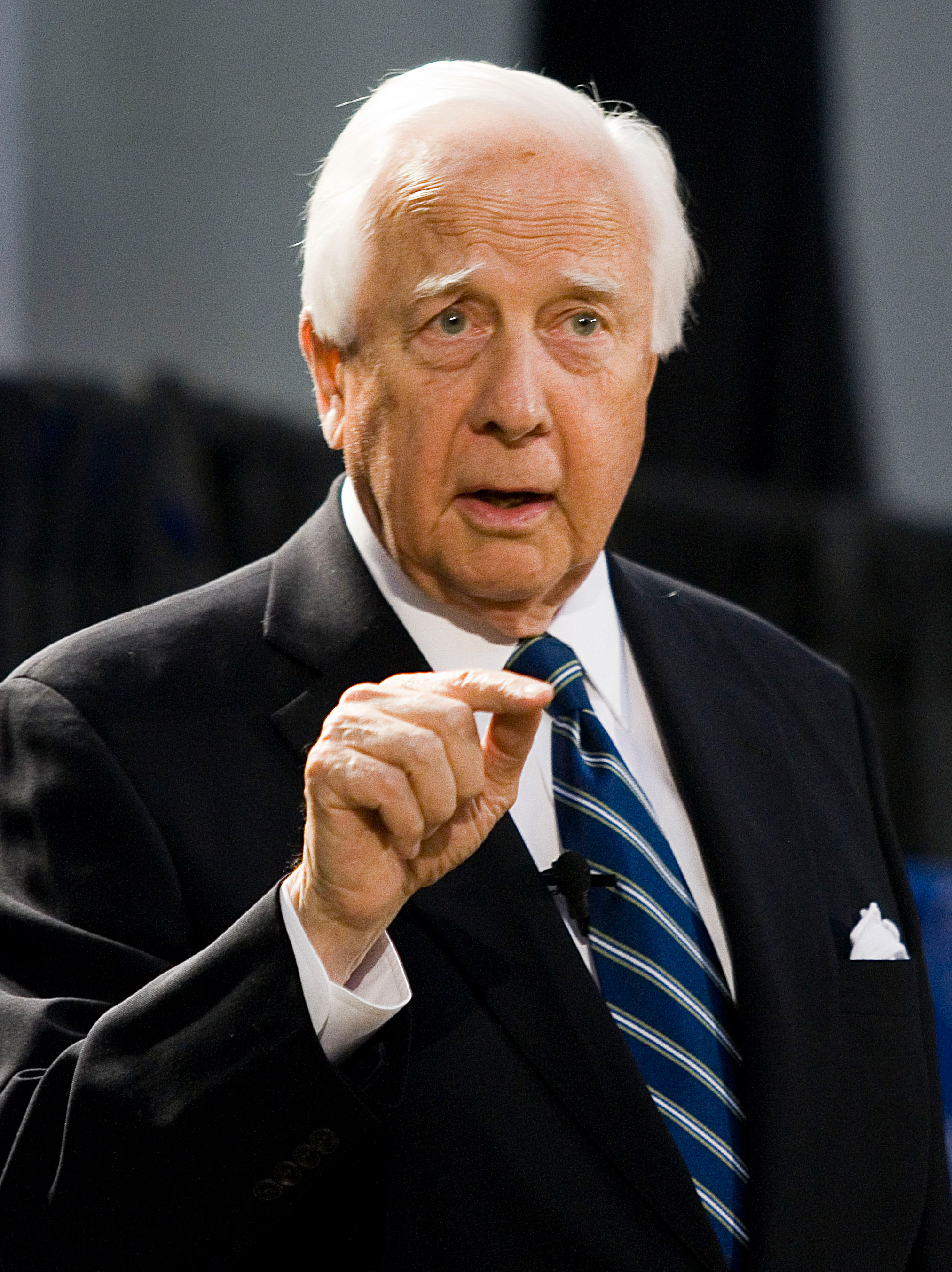
David McCullough, 2007

| Ontvanger            | datum | opmerking |
| -------------------- | ----- | --------- |
| Bruce Catton         | 1977  |           |
| Robert Conquest      | 2005  |           |
| Ariel Durant         | 1977  |           |
| Will Durant          | 1977  |           |
| John Hope Franklin   | 1995  |           |
| Vartan Gregorian     | 2004  |           |
| Dumas Malone         | 1983  |           |
| David McCullough     | 2006  |           |
| Samuel Eliot Morison | 1964  |           |
| Roberta Wohlstetter  | 1985  |           |

## Humanitair

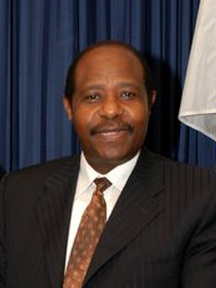
Paul Rusesabagina, 2006

| Ontvanger              | datum | opmerking         |
| ---------------------- | ----- | ----------------- |
| Norman Borlaug         | 1977  |                   |
| Nancy Goodman Brinker  | 2009  |                   |
| Millard Fuller         | 1996  |                   |
| John W. Gardner        | 1964  |                   |
| Frances Hesselbein     | 1998  |                   |
| Gerda Weissmann Klein  | 2011  |                   |
| Juliette Gordon Low    | 2012  | postuum toegekend |
| Paul Rusesabagina      | 2005  |                   |
| Eunice Kennedy Shriver | 1984  |                   |
| Leon Sullivan          | 1991  |                   |
| Annie Dodge Wauneka    | 1963  |                   |

## Media

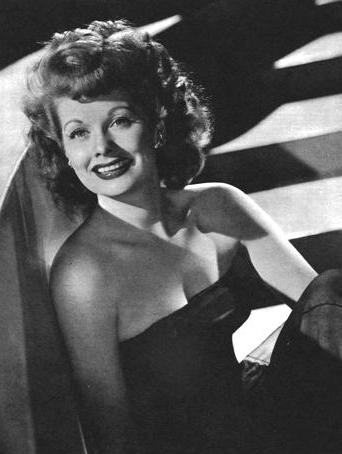
Lucille Ball, 1945

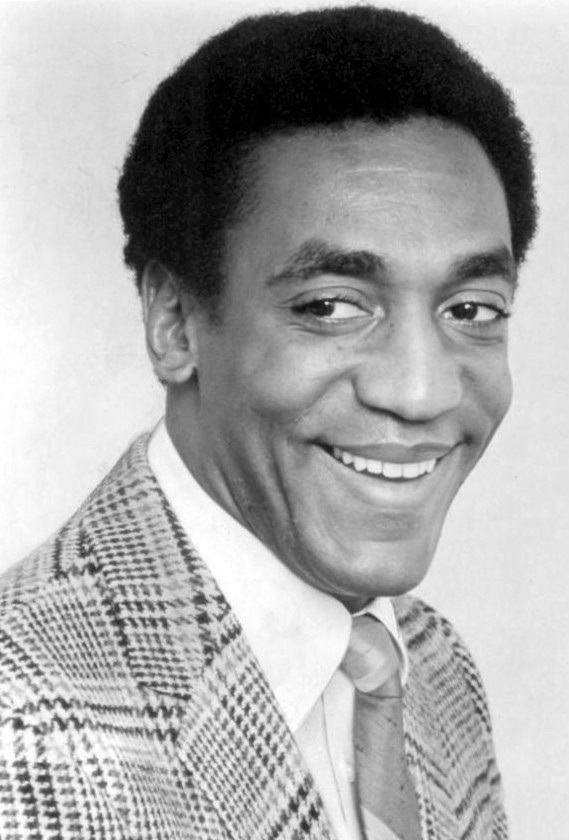
Bill Cosby, 1969

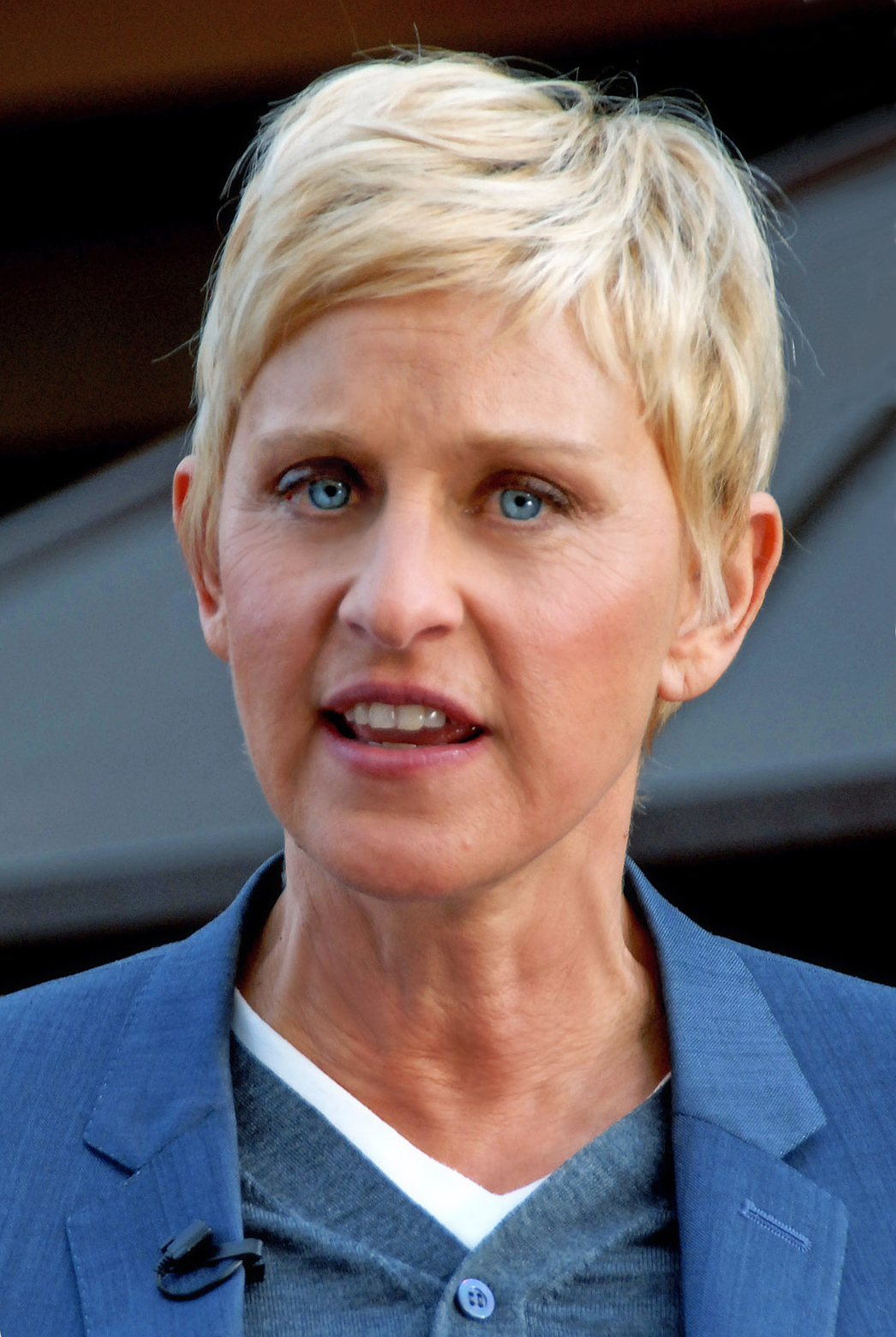
Ellen DeGeneres, 2011

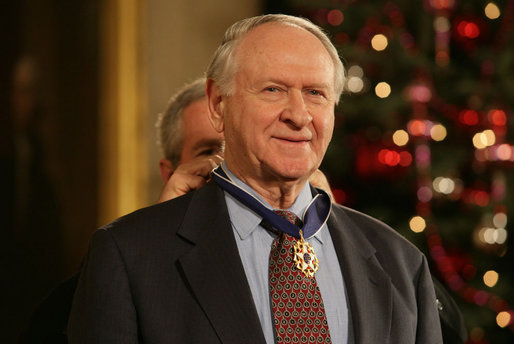
William Safire, 2006

| Ontvanger                | datum | opmerking                        |
| ------------------------ | ----- | -------------------------------- |
| Lucille Ball             | 1989  | televisie, postuum toegekend     |
| Robert L. Bartley        | 2004  | journalistiek                    |
| Earl Charles Behrens     | 1970  | journalistiek                    |
| Herbert Block (Herblock) | 1994  | journalistiek                    |
| Ben Bradlee              | 2013  |                                  |
| David Brinkley           | 1992  | televisie                        |
| Tom Brokaw               | 2014  |                                  |
| William F. Buckley jr.   | 1991  | journalistiek                    |
| Carol Burnett            | 2005  | televisie                        |
| Johnny Carson            | 1992  | televisie                        |
| Peggy Charren            | 1995  | televisie                        |
| Julia Child              | 2003  |                                  |
| Joan Ganz Cooney         | 1995  | televisie                        |
| Bill Cosby               | 2002  | televisie                        |
| Walter Cronkite          | 1981  | journalistiek                    |
| Ellen DeGeneres          | 2016  | televisie                        |
| Edward T. Folliard       | 1970  | journalistiek                    |
| Katharine Graham         | 2002  | journalistiek, postuum toegekend |
| Andy Griffith            | 2005  | televisie                        |
| Paul Harvey              | 2005  | radio                            |
| William M. Henry         | 1970  | journalistiek                    |
| John H. Johnson          | 1996  | journalistiek                    |
| Paul Johnson             | 2006  | journalistiek                    |
| Arthur Krock             | 1970  | journalistiek                    |
| Brian P. Lamb            | 2007  | televisie                        |
| David Lawrence           | 1970  | journalistiek                    |
| Rush Limbaugh            | 2020  | radio                            |
| George Gould Lincoln     | 1970  | journalistiek                    |
| Walter Lippmann          | 1964  | journalistiek                    |
| Ralph McGill             | 1964  | journalistiek                    |
| Lorne Michaels           | 2016  | televisie                        |
| Raymond Moley            | 1970  | journalistiek                    |
| Edward R. Murrow         | 1964  | journalistiek                    |
| Frank Reynolds           | 1985  | journalistiek, postuum toegekend |
| Fred Rogers              | 2002  | televisie                        |
| Abe Rosenthal            | 2002  | journalistiek                    |
| Vermont C. Royster       | 1986  | journalistiek                    |
| William Safire           | 2006  | journalistiek                    |
| Albert Merriman Smith    | 1967  | journalistiek                    |
| Adela Rogers St. Johns   | 1970  | journalistiek                    |
| Lowell Thomas            | 1977  | radio                            |
| DeWitt Wallace           | 1972  |                                  |
| Lila Bell Wallace        | 1972  | journalistiek                    |
| Mark S. Watson           | 1963  | journalistiek                    |
| William S. White         | 1969  | journalistiek                    |
| Oprah Winfrey            | 2013  |                                  |

## Geneeskunde

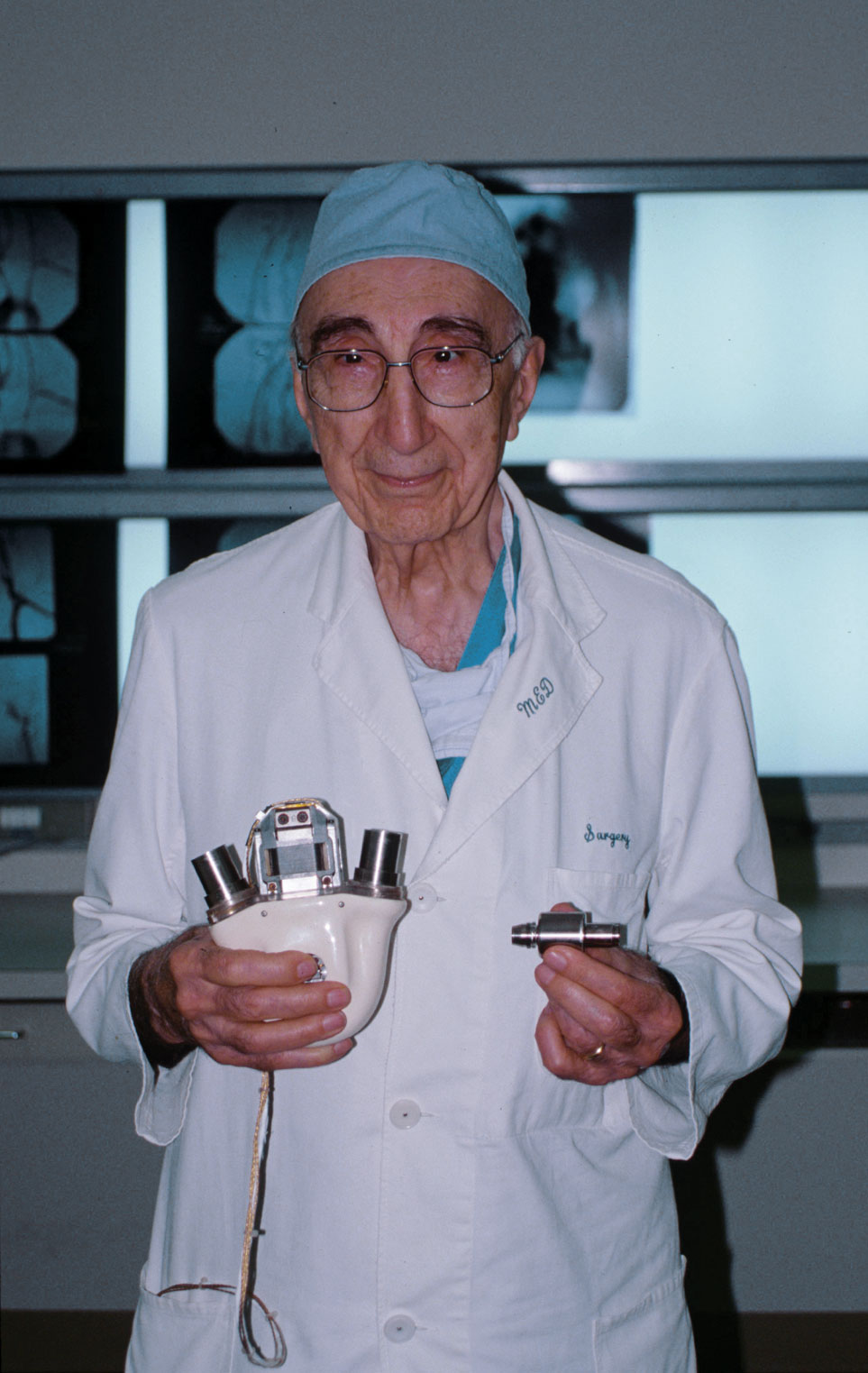
Michael DeBakey, 2002

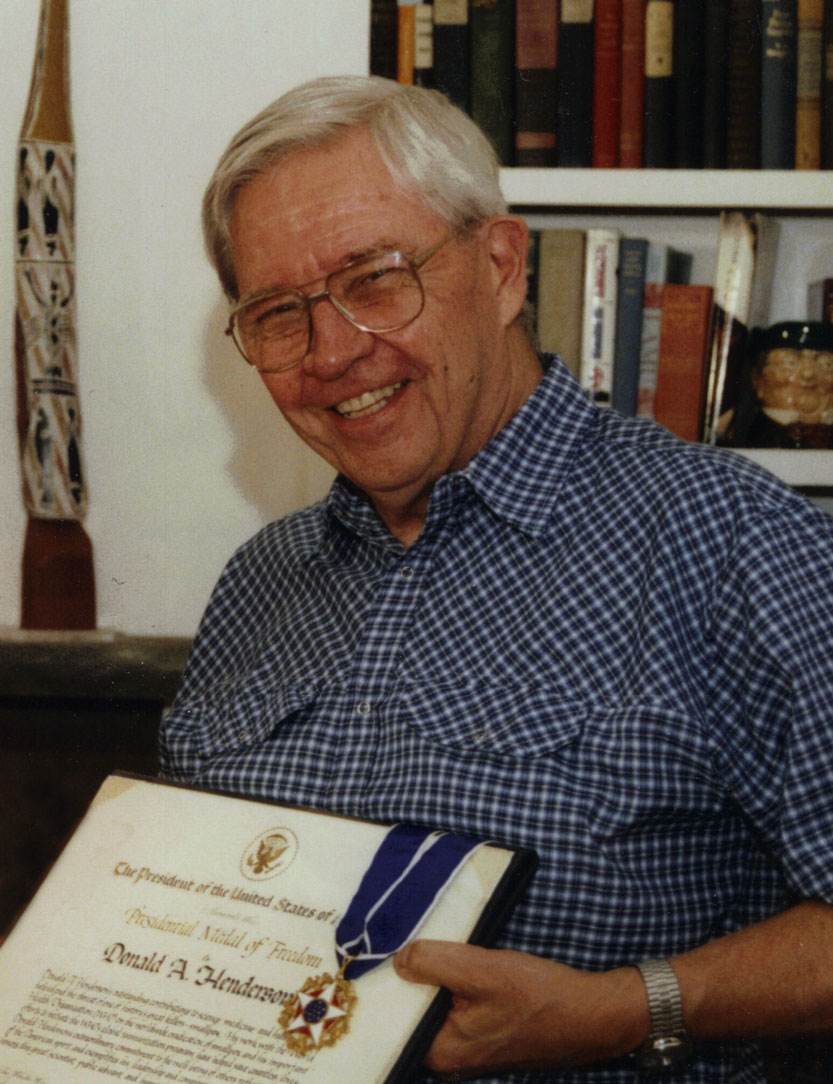
Donald Henderson, 2002

| Ontvanger            | datum | opmerking            |
| -------------------- | ----- | -------------------- |
| Benjamin Carson      | 2008  |                      |
| Denton Cooley        | 1984  |                      |
| Michael DeBakey      | 1969  |                      |
| Lena Frances Edwards | 1964  |                      |
| John Franklin Enders | 1963  |                      |
| Anthony Fauci        | 2008  |                      |
| William Foege        | 2012  |                      |
| Pedro José Greer jr. | 2009  |                      |
| David Hamburg        | 1996  |                      |
| Donald Henderson     | 2002  |                      |
| C. Everett Koop      | 1995  |                      |
| Tom Little           | 2011  | optometrist, postuum |
| Charles LeRoy Lowman | 1974  |                      |
| Karl Menninger       | 1981  |                      |
| Arnall Patz          | 2004  |                      |
| Janet Davison Rowley | 2009  |                      |
| Albert Sabin         | 1986  |                      |
| Jonas Salk           | 1977  |                      |
| Helen B. Taussig     | 1964  |                      |
| William B. Walsh     | 1987  |                      |
| Paul Dudley White    | 1964  |                      |

## Liefdadigheid

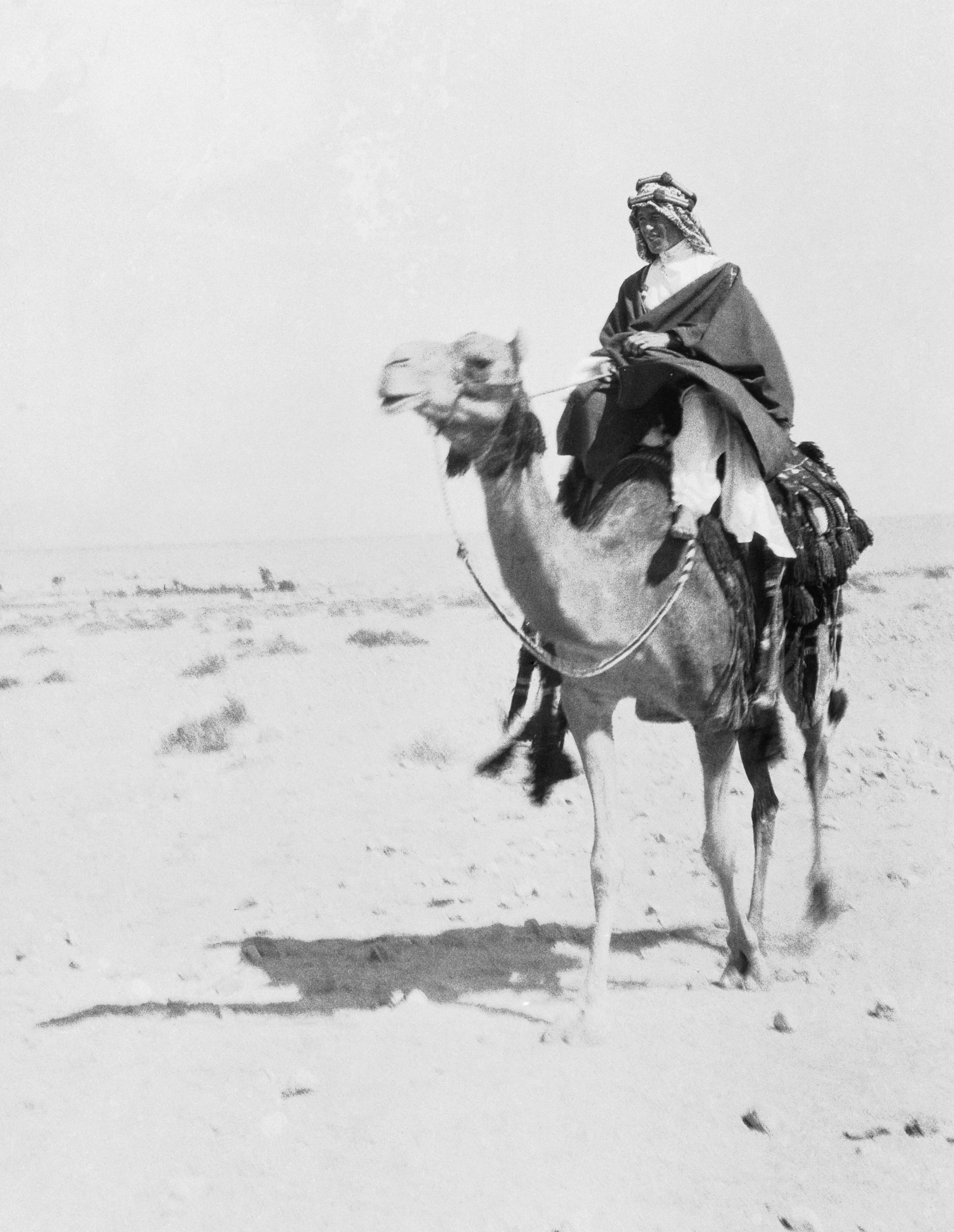
Lowell Thomas in Lawrence in Arabia

| Ontvanger               | datum | opmerking |
| ----------------------- | ----- | --------- |
| Brooke Astor            | 1998  |           |
| Zachary Fisher          | 1998  |           |
| Ronnie Eugene Ford      | 1978  |           |
| Bill Gates              | 2016  |           |
| Melinda Gates           | 2016  |           |
| Eugene Lang             | 1996  |           |
| Morris I. Leibman       | 1981  |           |
| J. Clifford MacDonald   | 1963  |           |
| Catherine Filene Shouse | 1977  |           |
| Lowell Thomas           | 1977  |           |

## Filosofie
| Ontvanger           | datum | opmerking |
| ------------------- | ----- | --------- |
| Will Durant         | 1977  |           |
| Sidney Hook         | 1985  |           |
| Friedrich von Hayek | 1991  |           |

## Politiek en bestuur

### Activisme

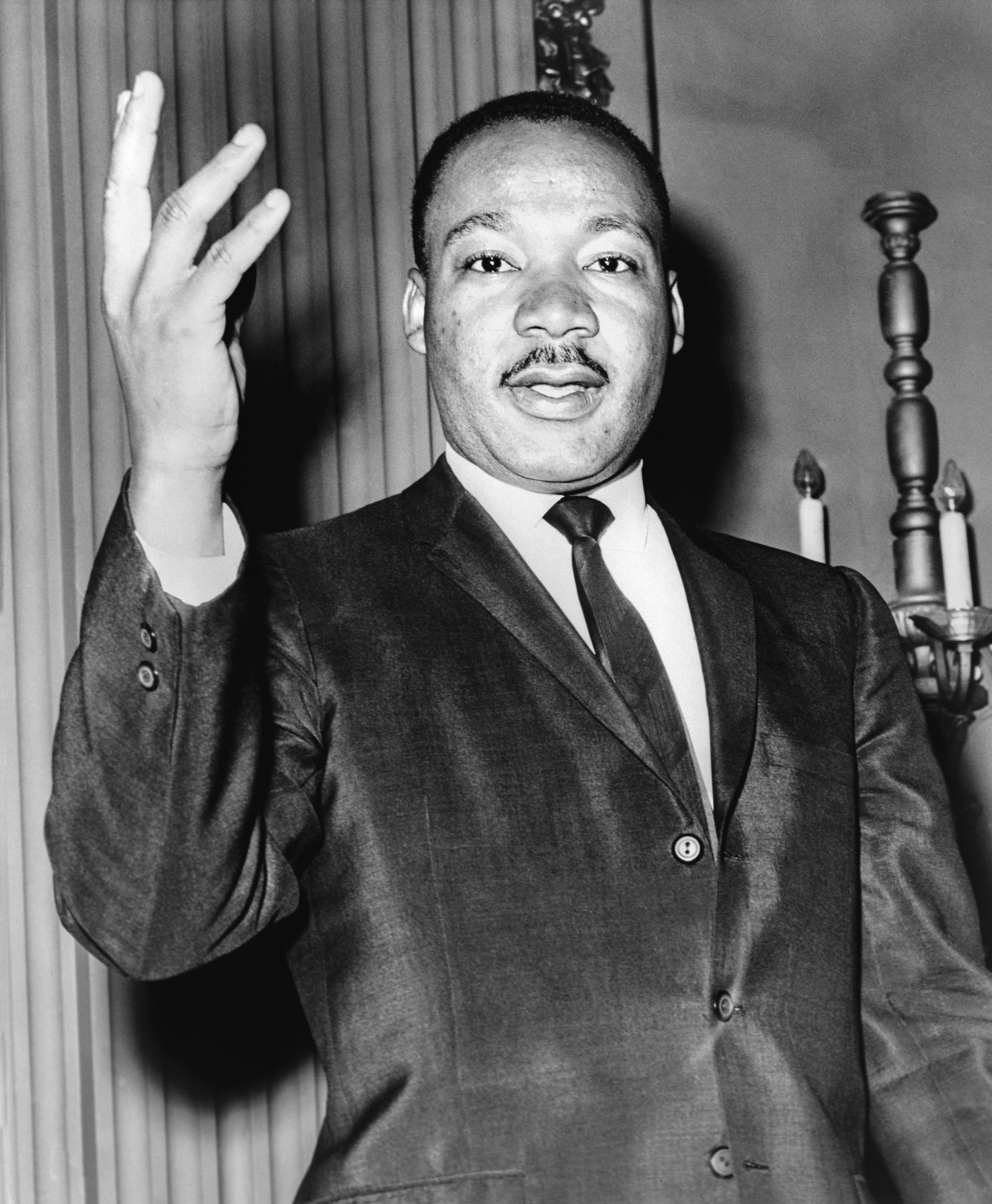
Martin Luther King, 1964

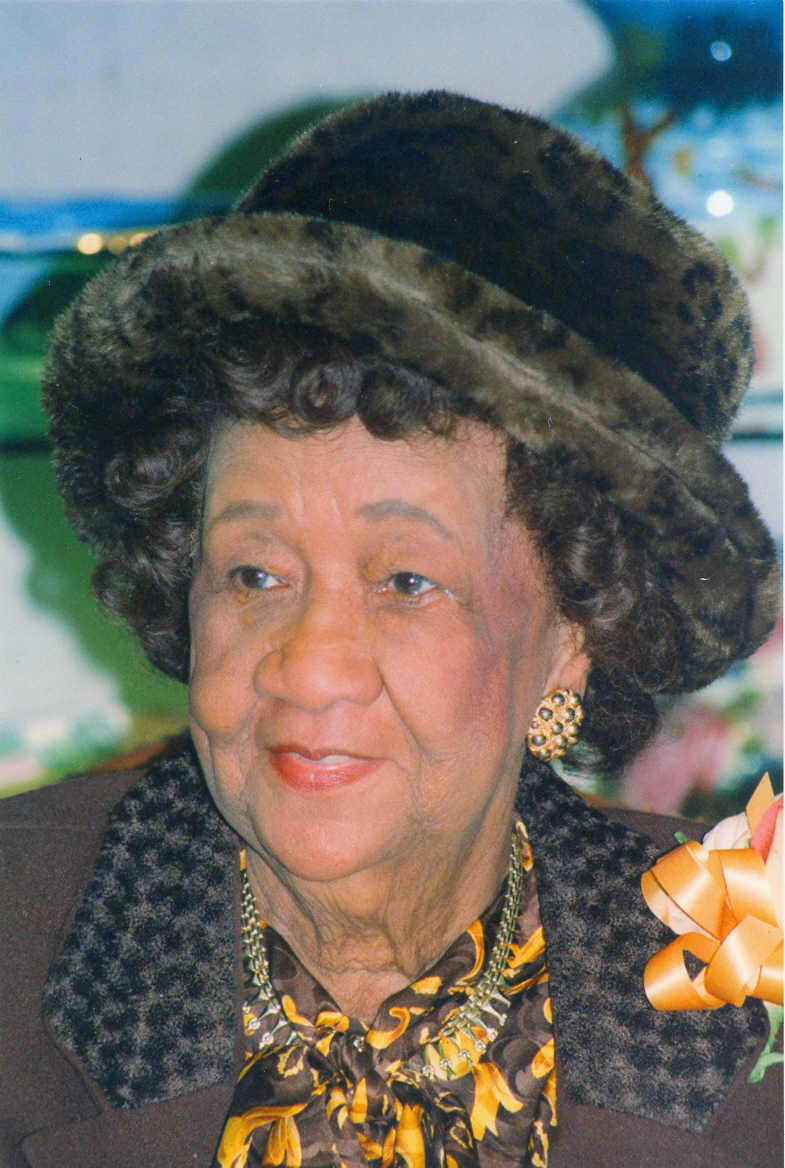
Dorothy Height, 1998

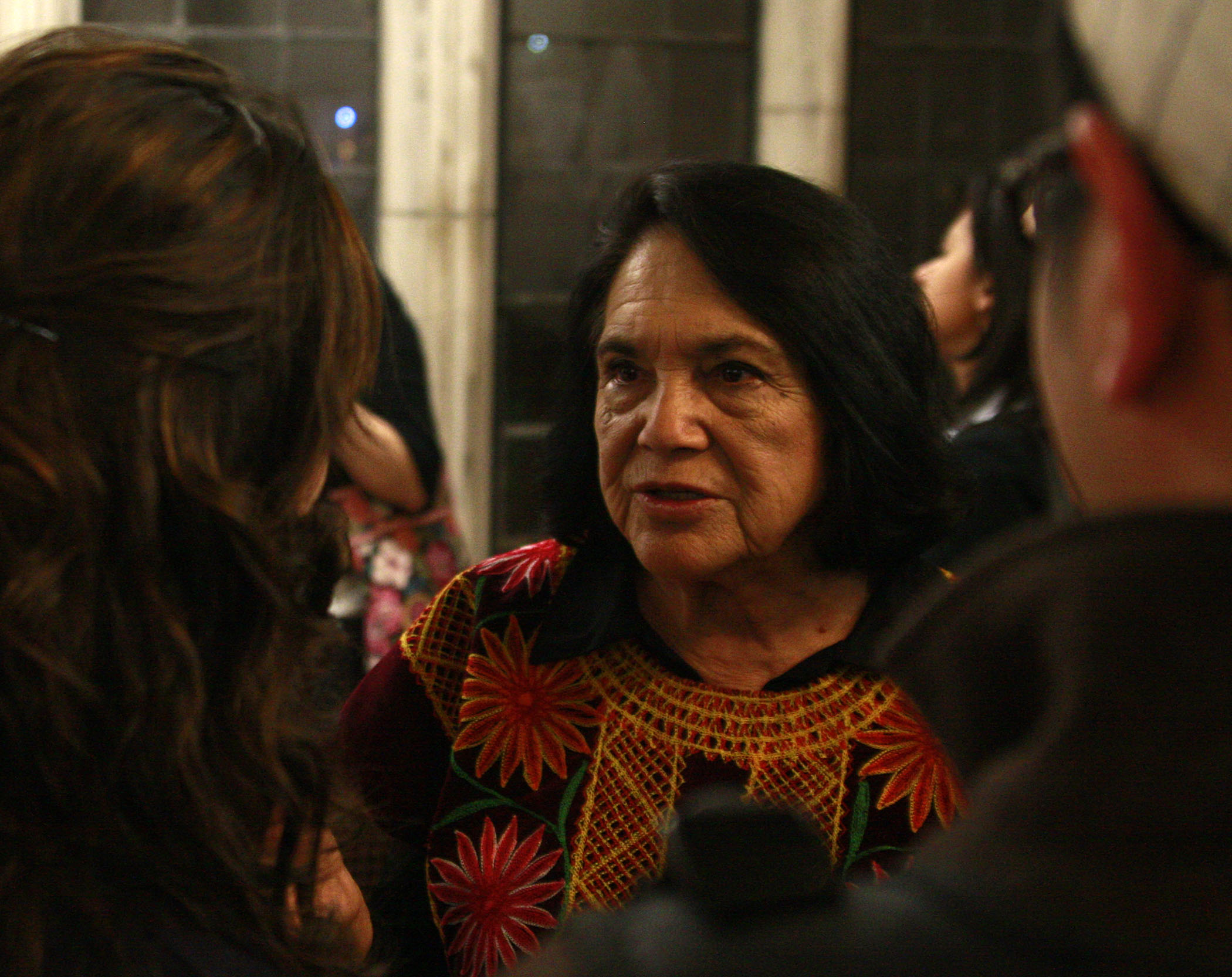
Dolores Huerta, 2009

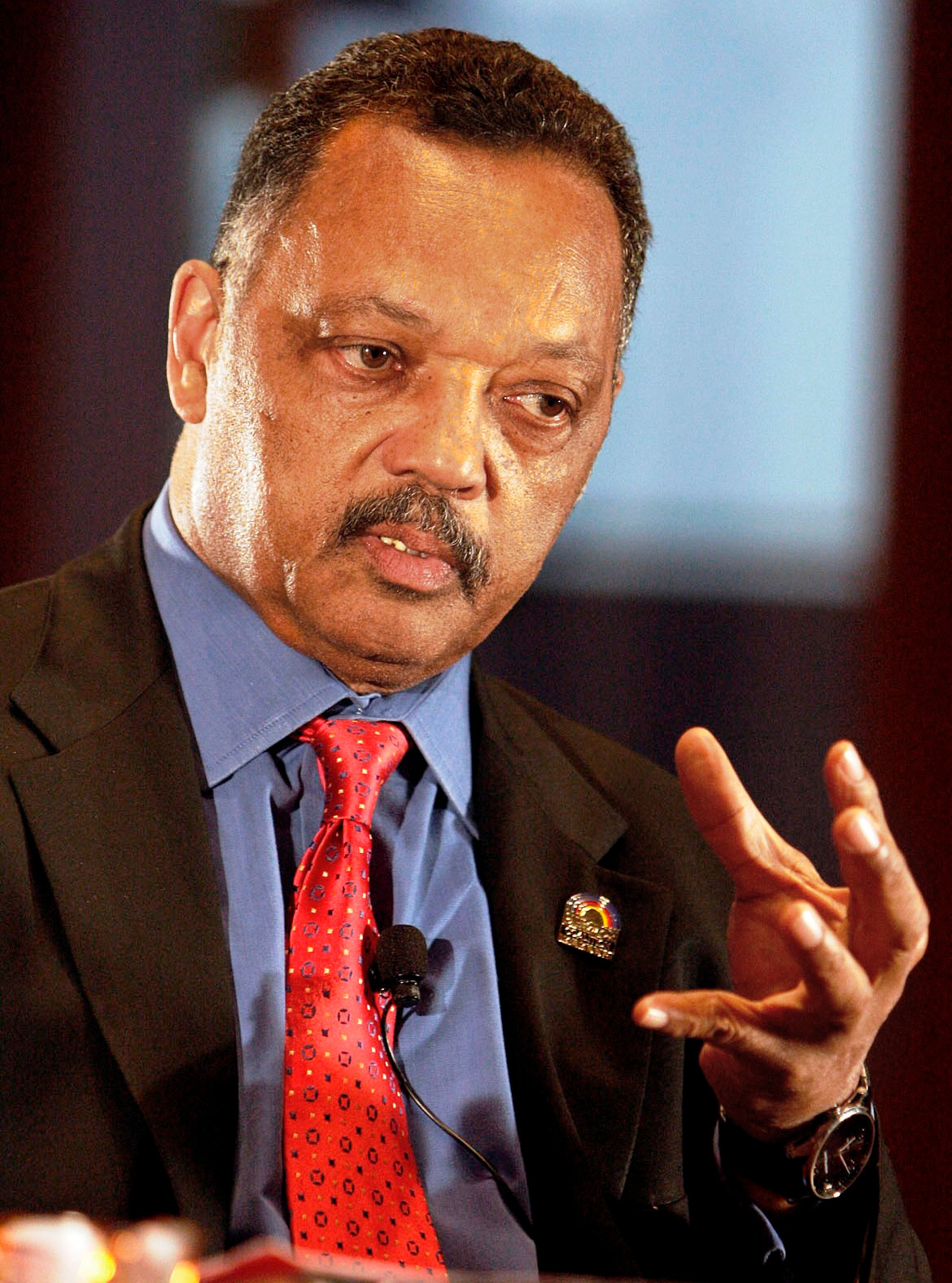
Jesse Jackson, 2009

| Ontvanger                | datum | opmerking         |
| ------------------------ | ----- | ----------------- |
| Arnold Aronson           | 1998  |                   |
| Roger Nash Baldwin       | 1981  |                   |
| Oscar Elias Biscet       | 2007  |                   |
| James Chaney             | 2014  |                   |
| César Chávez             | 1994  | postuum toegekend |
| Elouise P. Cobell        | 2016  | postuum toegekend |
| Justin Whitlock Dart jr. | 1998  |                   |
| Evelyn Dubrow            | 1999  |                   |
| Marian Wright Edelman    | 2000  |                   |
| James L. Farmer jr.      | 1998  |                   |
| Hector P. Garcia         | 1984  |                   |
| Andrew Goodman           | 2014  |                   |
| Suzan Harjo              | 2014  |                   |
| Dorothy Height           | 1994  |                   |
| George G. Higgins        | 2000  |                   |
| Gordon Hirabayashi       | 2012  |                   |
| Benjamin Hooks           | 2007  |                   |
| Dolores Huerta           | 2012  |                   |
| Jesse Jackson            | 2000  |                   |
| Millie Jeffrey           | 2000  |                   |
| Helen Keller             | 1964  |                   |
| Ethel Kennedy            | 2014  |                   |
| Martin Luther King       | 1977  | postuum           |
| Fred Korematsu           | 1998  |                   |
| Mary Lasker              | 1969  |                   |
| Joseph Lowery            | 2009  |                   |
| Sylvia Mendez            | 2011  |                   |
| Harvey Milk              | 2009  | postuum           |
| Clarence M. Mitchell     | 1980  |                   |
| Mario G. Obledo          | 1998  |                   |
| Rosa Parks               | 1996  |                   |
| Esther Peterson          | 1981  |                   |
| Bayard Rustin            | 2013  |                   |
| Ginetta Sagan            | 1996  |                   |
| Michael Schwerner        | 2014  |                   |
| Natan Sharansky          | 2006  |                   |
| Gloria Steinem           | 2013  |                   |
| William C. Velasquez     | 1995  | postuum toegekend |
| Cordy Vivian             | 2013  |                   |
| Lech Wałęsa              | 1989  |                   |
| Roy Wilkins              | 1967  |                   |
| Minoru Yasui             | 2015  |                   |
| Andrew Young             | 1981  |                   |

### Diplomatie

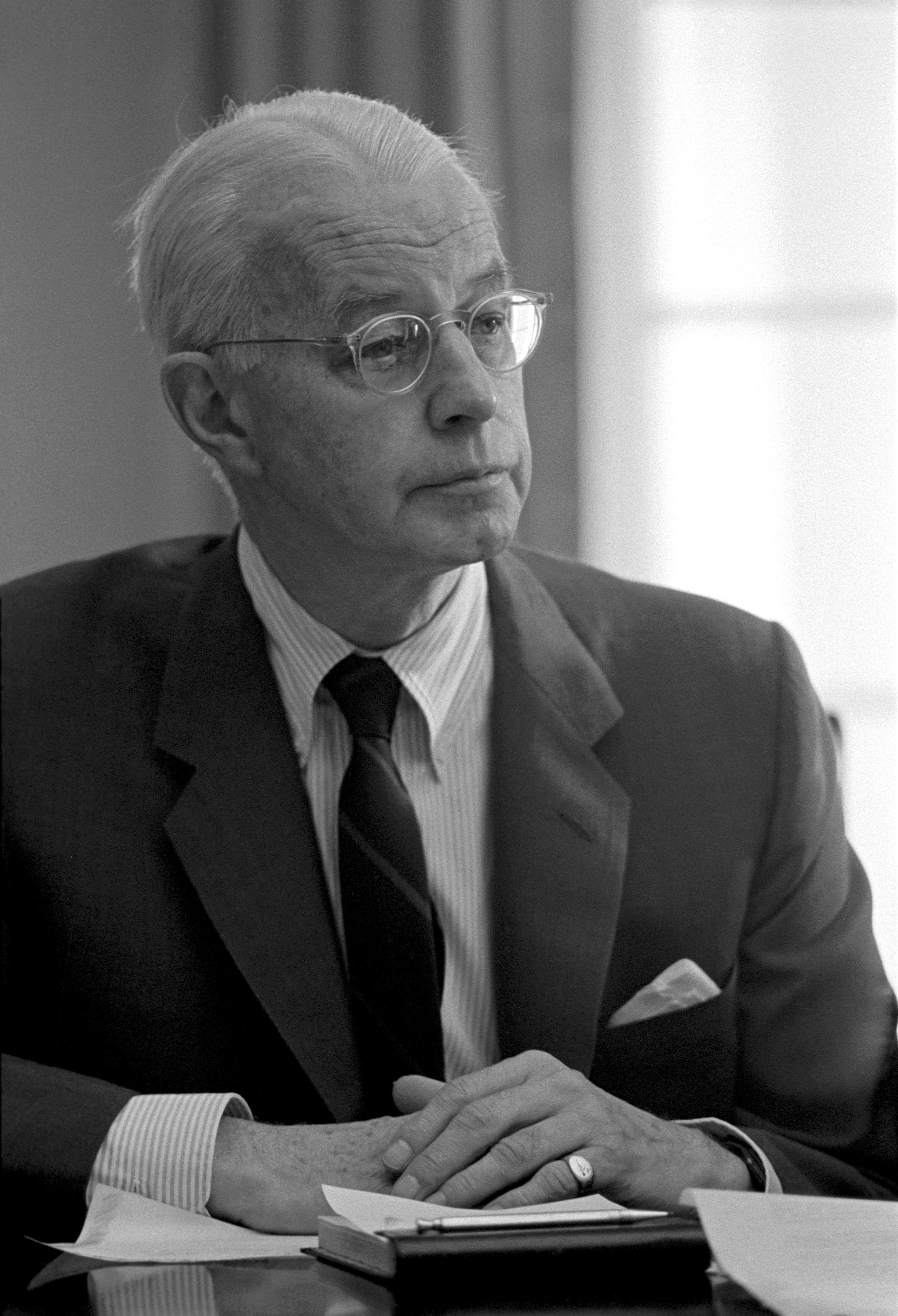
Ellsworth Bunker, 1965

| Ontvanger              | datum        | opmerking |
| ---------------------- | ------------ | --------- |
| Anne Armstrong         | 1987         |           |
| Manlio Brosio          | 1971         |           |
| David Bruce            | 1976         |           |
| Ralph Bunche           | 1963         |           |
| Ellsworth Bunker       | 1963 en 1967 |           |
| Ryan Crocker           | 2009         |           |
| Philip Habib           | 1982         |           |
| Jan Karski             | 2012         | postuum   |
| George Kennan          | 1989         |           |
| Jeane Kirkpatrick      | 1985         |           |
| Sol Linowitz           | 1998         |           |
| Harry Shlaudeman       | 1992         |           |
| Gerard Coad Smith      | 1981         |           |
| Jean Kennedy Smith     | 2011         |           |
| Robert Schwarz Strauss | 1981         |           |

### Milieu

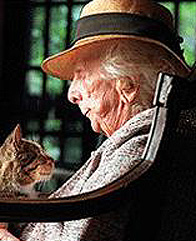
Marjory Stoneman Douglas

| Ontvanger                  | datum | opmerking                         |
| -------------------------- | ----- | --------------------------------- |
| John Adams                 | 2011  | Natural Resources Defense Council |
| Horace Albright            | 1980  |                                   |
| Rachel Carson              | 1980  | postuum                           |
| Marjory Stoneman Douglas   | 1993  |                                   |
| Gilbert Melville Grosvenor | 2004  |                                   |
| Margaret Murie             | 1998  |                                   |
| Roger Tory Peterson        | 1980  |                                   |
| Russell E. Train           | 1991  |                                   |
| Edgar Wayburn              | 1999  |                                   |

### Dienst aan het land

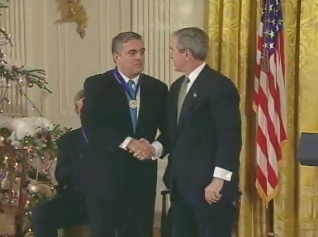
George Tenet, 2004

| Ontvanger                      | datum | opmerking |
| ------------------------------ | ----- | --------- |
| Whittaker Chambers             | 1984  |           |
| Jean Marie Faircloth MacArthur | 1988  |           |
| George Tenet                   | 2004  |           |

### Buitenlandse regeringsleiders en staatshoofden

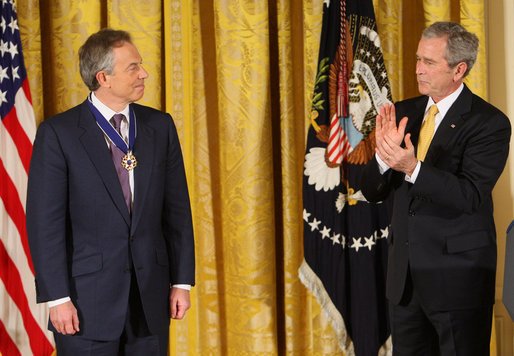
Tony Blair, 2009

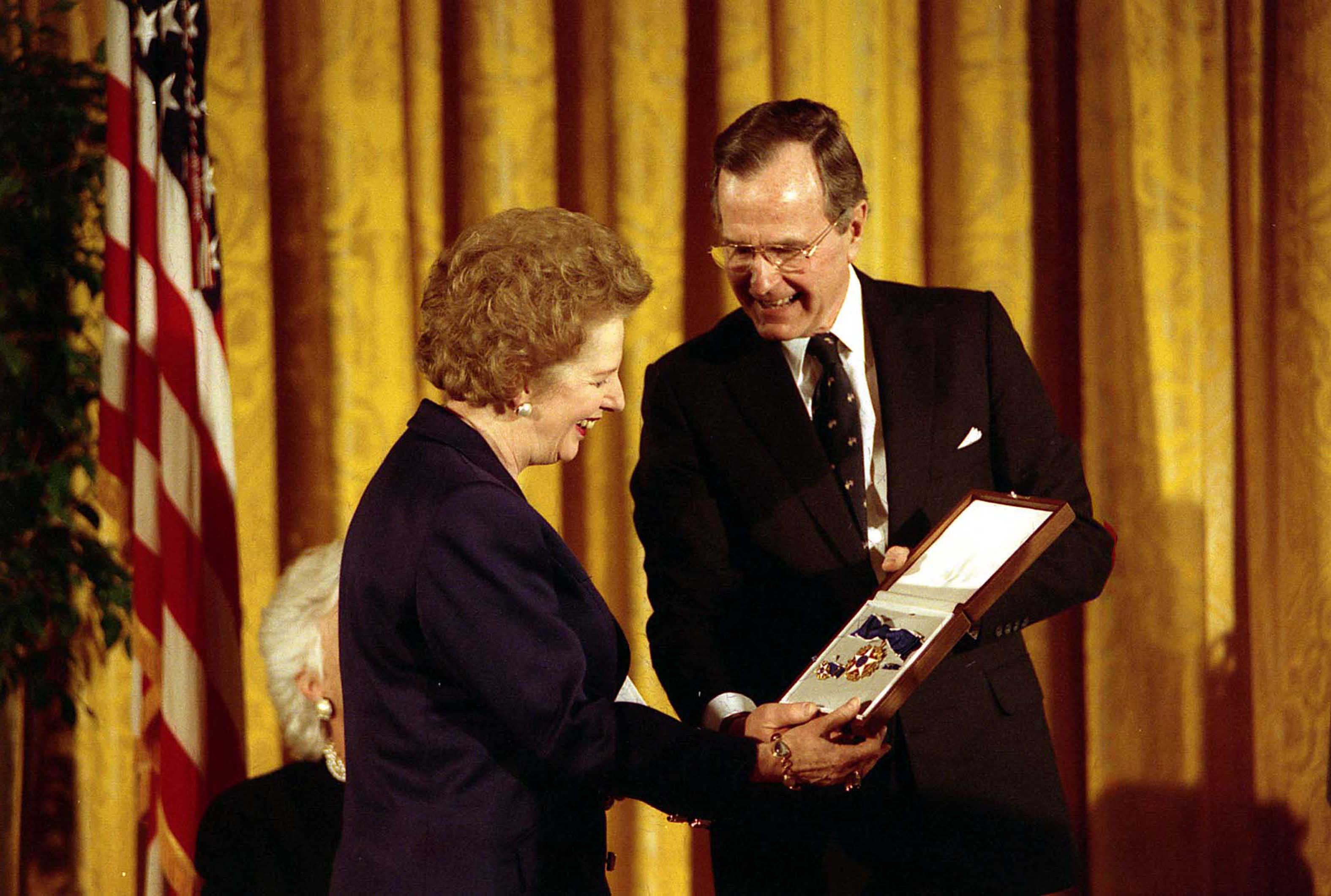
Margaret Thatcher, 1991

| Ontvanger             | datum | opmerking |
| --------------------- | ----- | --------- |
| Tony Blair            | 2009  |           |
| Luis A. Ferré         | 1991  |           |
| Václav Havel          | 2003  |           |
| John Howard           | 2009  |           |
| Helmut Kohl           | 1999  |           |
| Joseph Luns           | 1984  |           |
| Nelson Mandela        | 2002  |           |
| Wilma Mankiller       | 1998  |           |
| Luis Muñoz Marín      | 1963  |           |
| Angela Merkel         | 2011  |           |
| Mary Robinson         | 2009  |           |
| Anwar Sadat           | 1984  | postuum   |
| Ellen Johnson Sirleaf | 2007  |           |
| Margaret Thatcher     | 1991  |           |
| Álvaro Uribe          | 2009  |           |

### Wet en recht
| Ontvanger             | datum | opmerking |
| --------------------- | ----- | --------- |
| Henry J. Friendly     | 1977  |           |
| Leon Higginbotham jr. | 1995  |           |
| Oliver White Hill     | 1999  |           |
| Frank Minis Johnson   | 1995  |           |
| Irving Robert Kaufman | 1987  |           |
| Joseph Warren Madden  | 1947  |           |
| Newton N. Minow       | 2016  |           |
| Joseph Rauh           | 1993  | postuum   |
| Cruz Reynoso          | 2000  |           |
| Laurence Silberman    | 2008  |           |
| Elbert Tuttle         | 1981  |           |
| John Minor Wisdom     | 1993  |           |

### Militairen

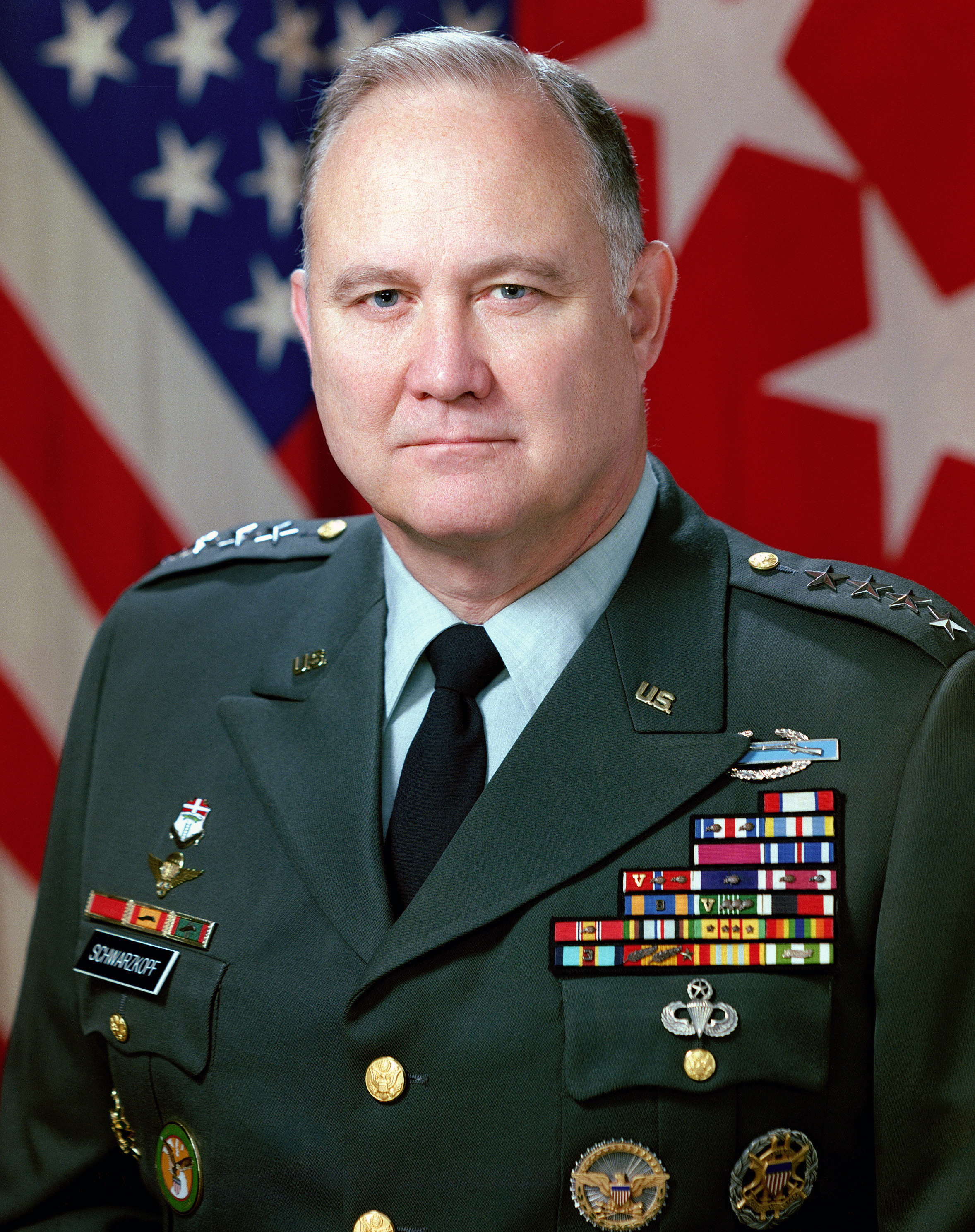
Norman Schwarzkopf, 1988

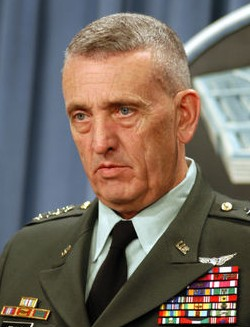
Tommy Franks

| Ontvanger                       | datum | opmerking |
| ------------------------------- | ----- | --------- |
| Generaal Omar Bradley           | 1977  |           |
| Admiraal Arleigh Burke          | 1977  |           |
| Generaal Wesley Clark           | 2000  |           |
| Joe Medicine Crow               | 2009  |           |
| Admiraal William J. Crowe       | 2000  |           |
| Luitenant Jimmy Doolittle       | 1989  |           |
| Generaal Tommy Franks           | 2004  |           |
| Generaal Andrew Goodpaster      | 1984  |           |
| Generaal Lyman Lemnitzer        | 1987  |           |
| Generaal Richard B. Myers       | 2005  |           |
| Jan Nowak-Jeziorański           | 1996  |           |
| Generaal Peter Pace             | 2008  |           |
| Generaal Matthew Ridgway        | 1986  |           |
| Kapitein Joseph Rochefort       | 1986  | postuum   |
| Generaal Norman Schwarzkopf     | 1991  |           |
| Generaal John Shalikashvili     | 1997  |           |
| John Paul Vann                  | 1972  |           |
| Generaal John W. Vessey         | 1992  |           |
| James E. Webb                   | 1969  |           |
| Generaal Albert Coady Wedemeyer | 1985  |           |
| Generaal Chuck Yeager           | 1985  |           |
| Admiraal Elmo Zumwalt           | 1998  |           |

### Rechters van het Hooggerechtshof

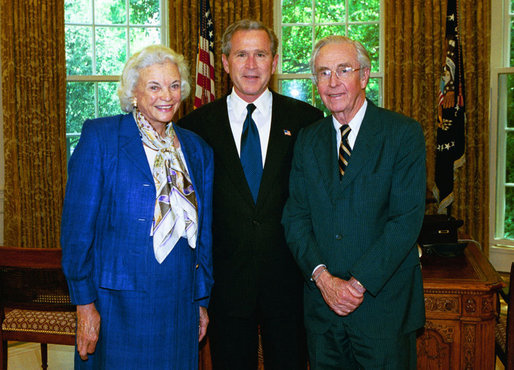
Sandra Day O'Conner, 2005

| Ontvanger           | datum | opmerking |
| ------------------- | ----- | --------- |
| William Brennan     | 1993  |           |
| Warren Burger       | 1988  |           |
| Felix Frankfurter   | 1963  |           |
| Arthur Goldberg     | 1978  |           |
| Thurgood Marshall   | 1993  |           |
| Sandra Day O'Connor | 2009  |           |
| Earl Warren         | 1981  | postuum   |
| Byron White         | 2003  | postuum   |

### Kabinetsleden

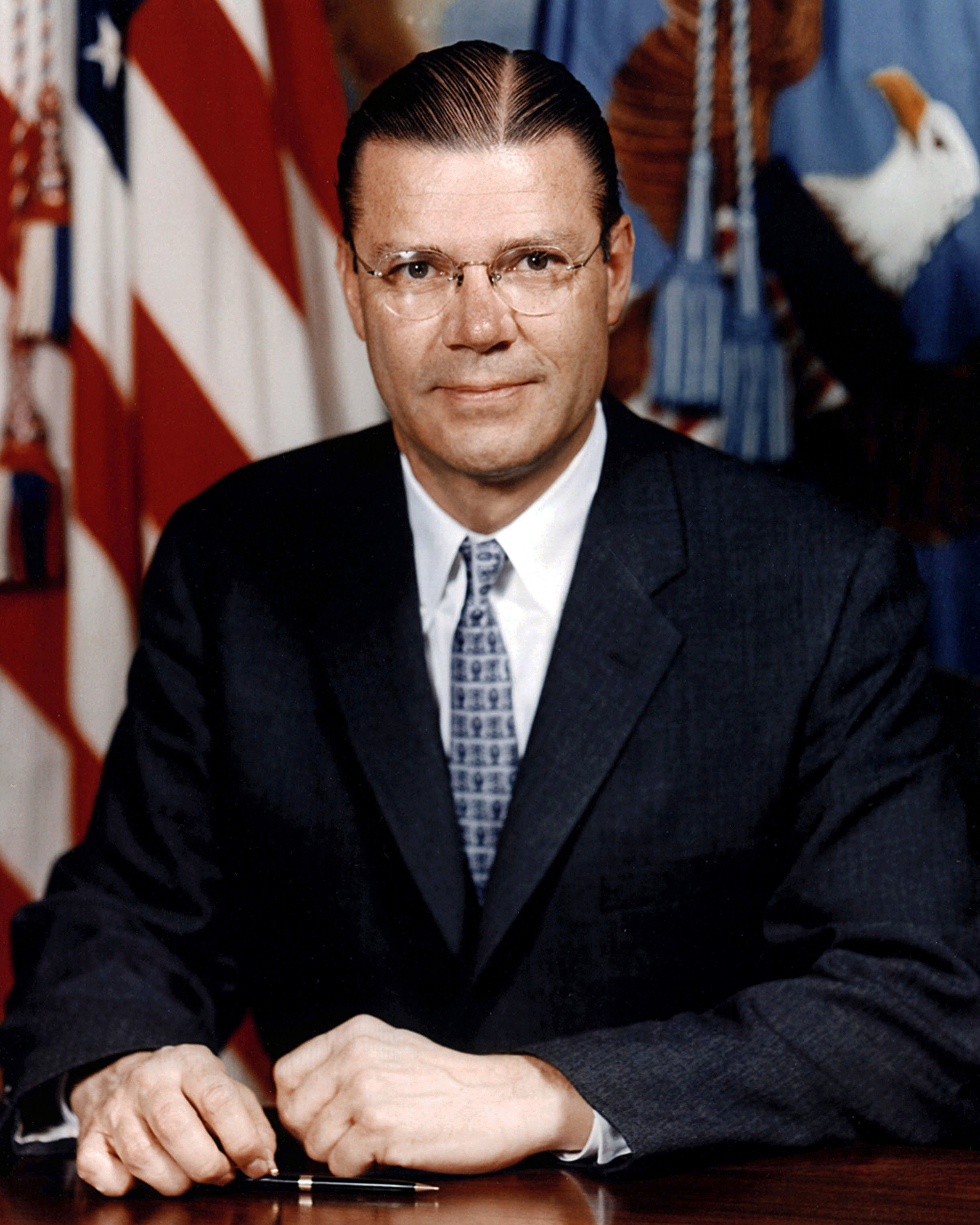
Robert McNamara, 1961

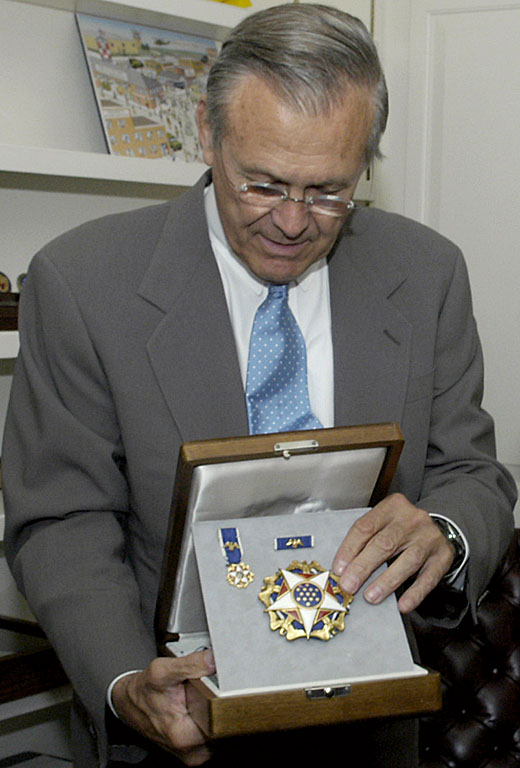
Donald Rumsfeld, 2010

| Ontvanger                | datum        | opmerking      |
| ------------------------ | ------------ | -------------- |
| Dean Acheson             | 1964         |                |
| James Baker              | 1991         |                |
| Malcolm Baldrige jr.     | 1988         | postuum        |
| Harold Brown             | 1981         |                |
| Zbigniew Brzeziński      | 1981         |                |
| Dick Cheney              | 1991         |                |
| Warren Christopher       | 1981         |                |
| Clark Clifford           | 1969         |                |
| William T. Coleman jr.   | 1995         |                |
| C. Douglas Dillon        | 1989         |                |
| Robert Gates             | 2011         |                |
| William Averell Harriman | 1969         |                |
| Henry Kissinger          | 1977         |                |
| Melvin Laird             | 1974         |                |
| Robert A. Lovett         | 1963         |                |
| Robert McNamara          | 1968         |                |
| Norman Mineta            | 2006         |                |
| William Perry            | 1997         |                |
| Colin Powell             | 1991 en 1993 | met distinctie |
| Elliot Richardson        | 1998         |                |
| William P. Rogers        | 1973         |                |
| Donald Rumsfeld          | 1977         |                |
| Dean Rusk                | 1969         |                |
| Donna Shalala            | 2008         |                |
| George P. Shultz         | 1989         |                |
| Cyrus Vance              | 1969         |                |
| Caspar Weinberger        | 1987         |                |

### First lady's

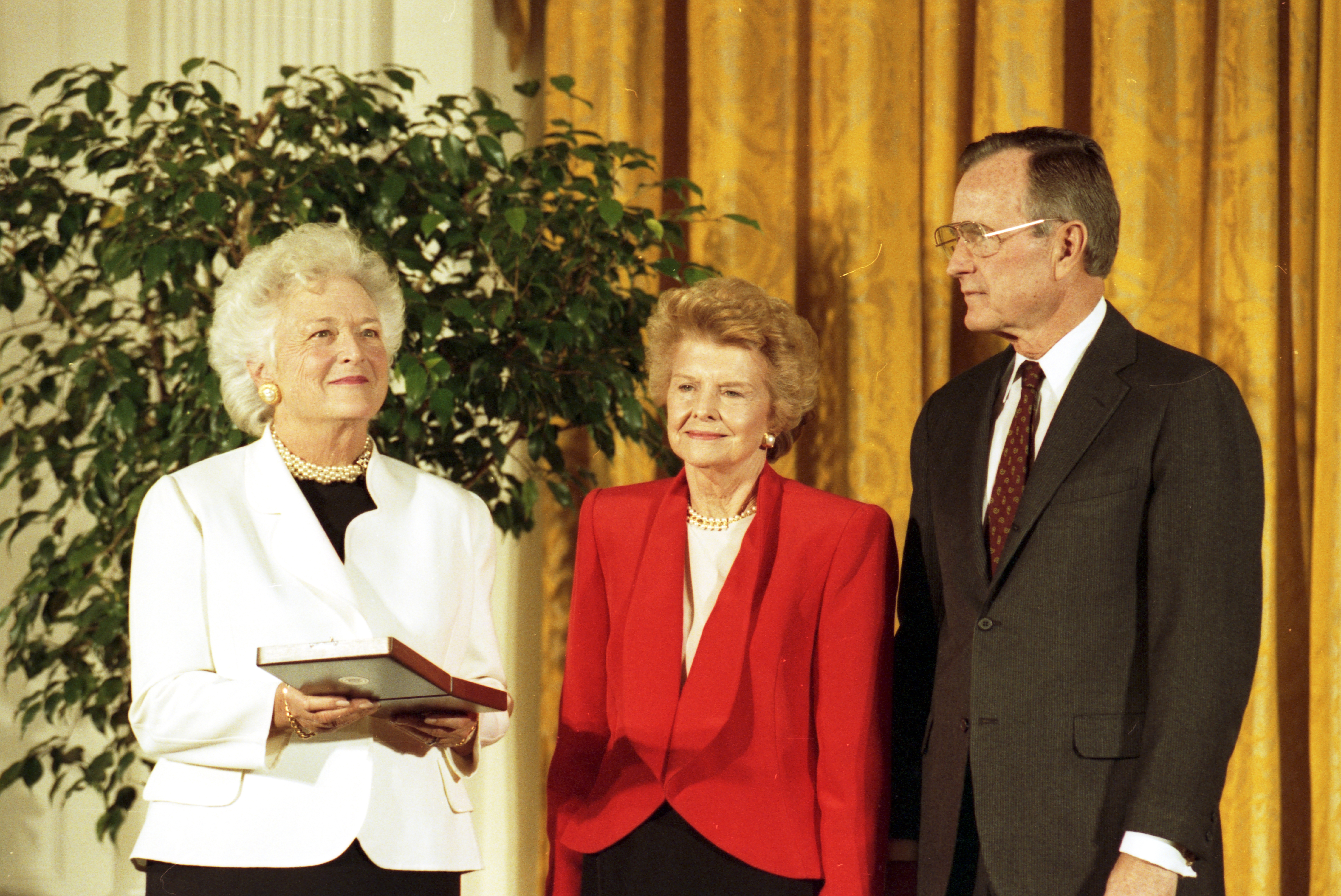
Betty Ford, 1992

| Ontvanger         | datum | opmerking |
| ----------------- | ----- | --------- |
| Rosalynn Carter   | 1999  |           |
| Betty Ford        | 1991  |           |
| Lady Bird Johnson | 1977  |           |
| Nancy Reagan      | 2002  |           |

### Congresleden

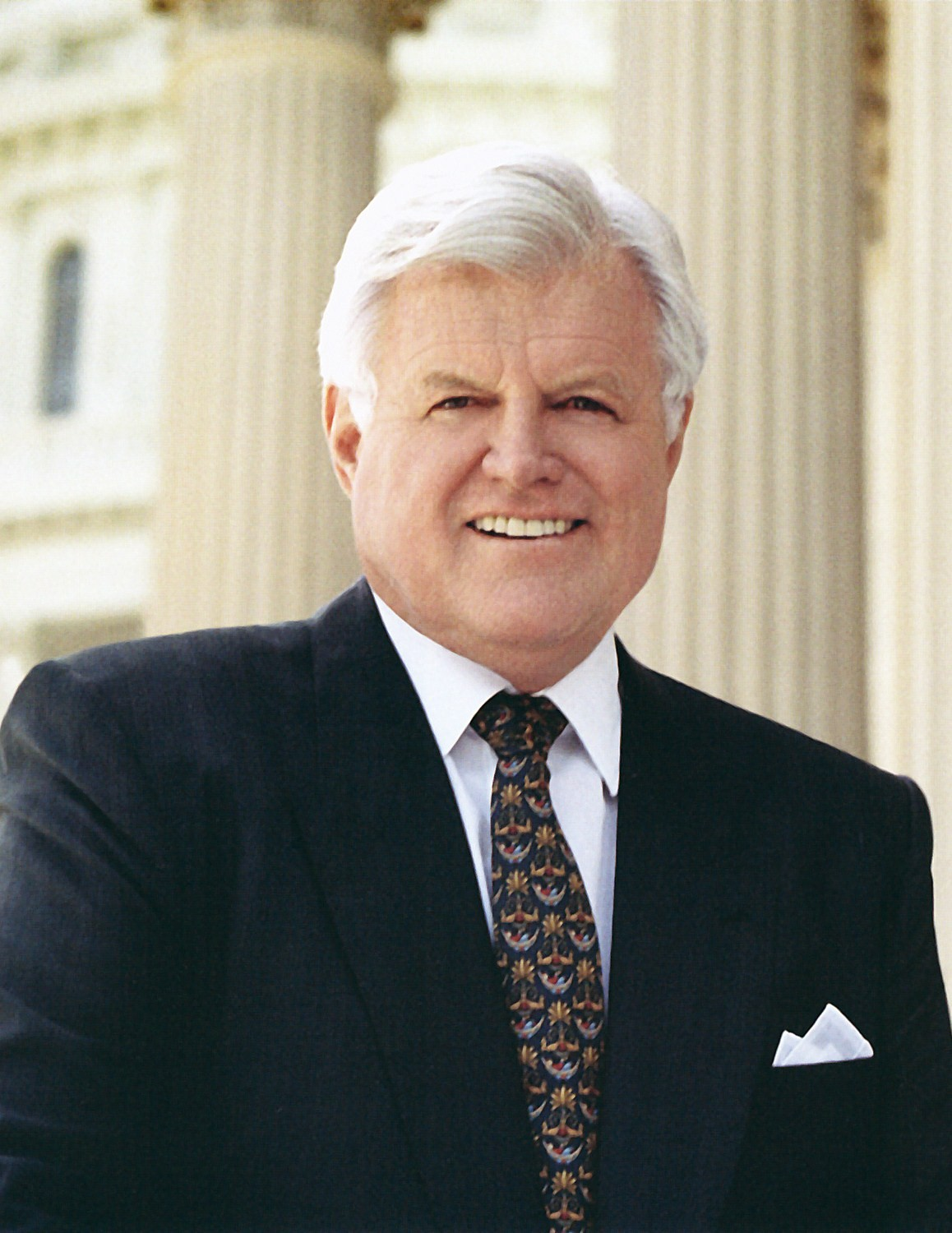
Edward Kennedy, 2009

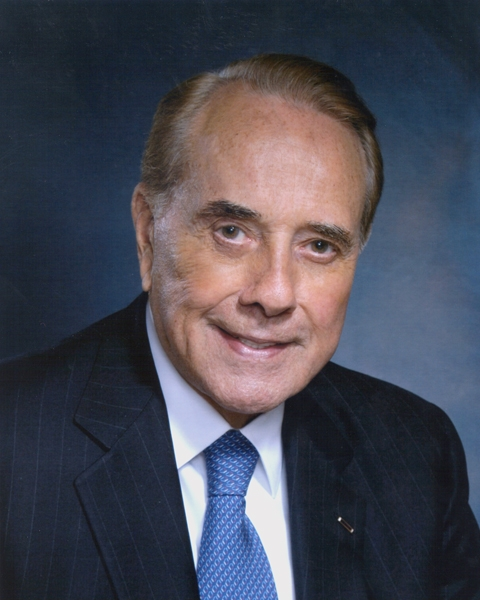
Bob Dole

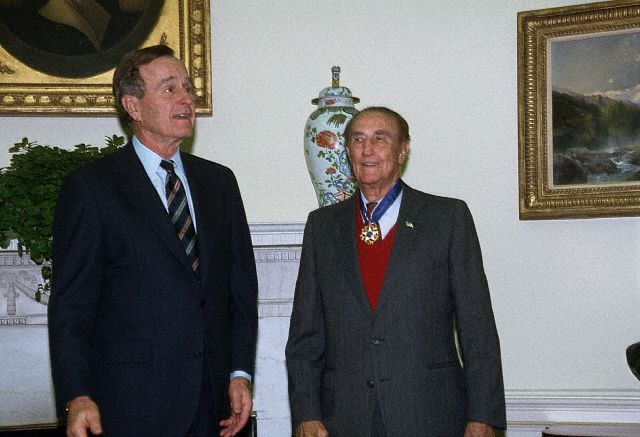
Strom Thurmond, 1993

| Ontvanger            | datum | opmerking |
| -------------------- | ----- | --------- |
| Howard Baker         | 1984  |           |
| Lloyd Bentsen        | 1999  |           |
| Edward Brooke        | 2004  |           |
| John Chafee          | 2000  | postuum   |
| Bob Dole             | 1997  |           |
| Dante Fascell        | 1998  |           |
| William Fulbright    | 1993  |           |
| Barry Goldwater      | 1986  |           |
| Orrin Hatch          | 2018  |           |
| Henry Hyde           | 2007  |           |
| Henry Jackson        | 1984  | postuum   |
| Jacob Javits         | 1983  |           |
| Barbara Jordan       | 1994  |           |
| Walter Judd          | 1981  |           |
| Jack Kemp            | 2009  | postuum   |
| Edward Kennedy       | 2009  |           |
| Frank Lautenberg     | 2024  | postuum   |
| Tom Lantos           | 2008  |           |
| John Robert Lewis    | 2011  |           |
| Clare Boothe Luce    | 1983  |           |
| Mike Mansfield       | 1989  |           |
| George McGovern      | 2000  |           |
| Bob Michel           | 1994  |           |
| George Mitchell      | 1999  |           |
| Gillespie Montgomery | 2005  |           |
| Pat Moynihan         | 2000  |           |
| Edmund Muskie        | 1981  |           |
| Gaylord Nelson       | 1995  |           |
| Tip O'Neill          | 1991  |           |
| Claude Pepper        | 1989  |           |
| Margaret Chase Smith | 1989  |           |
| Strom Thurmond       | 1993  |           |
| Mo Udall             | 1996  |           |
| Carl Vinson          | 1964  |           |

### Presidenten

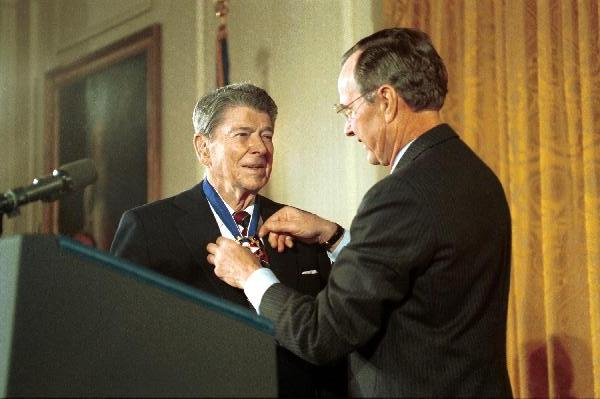
Ronald Reagan, 1993

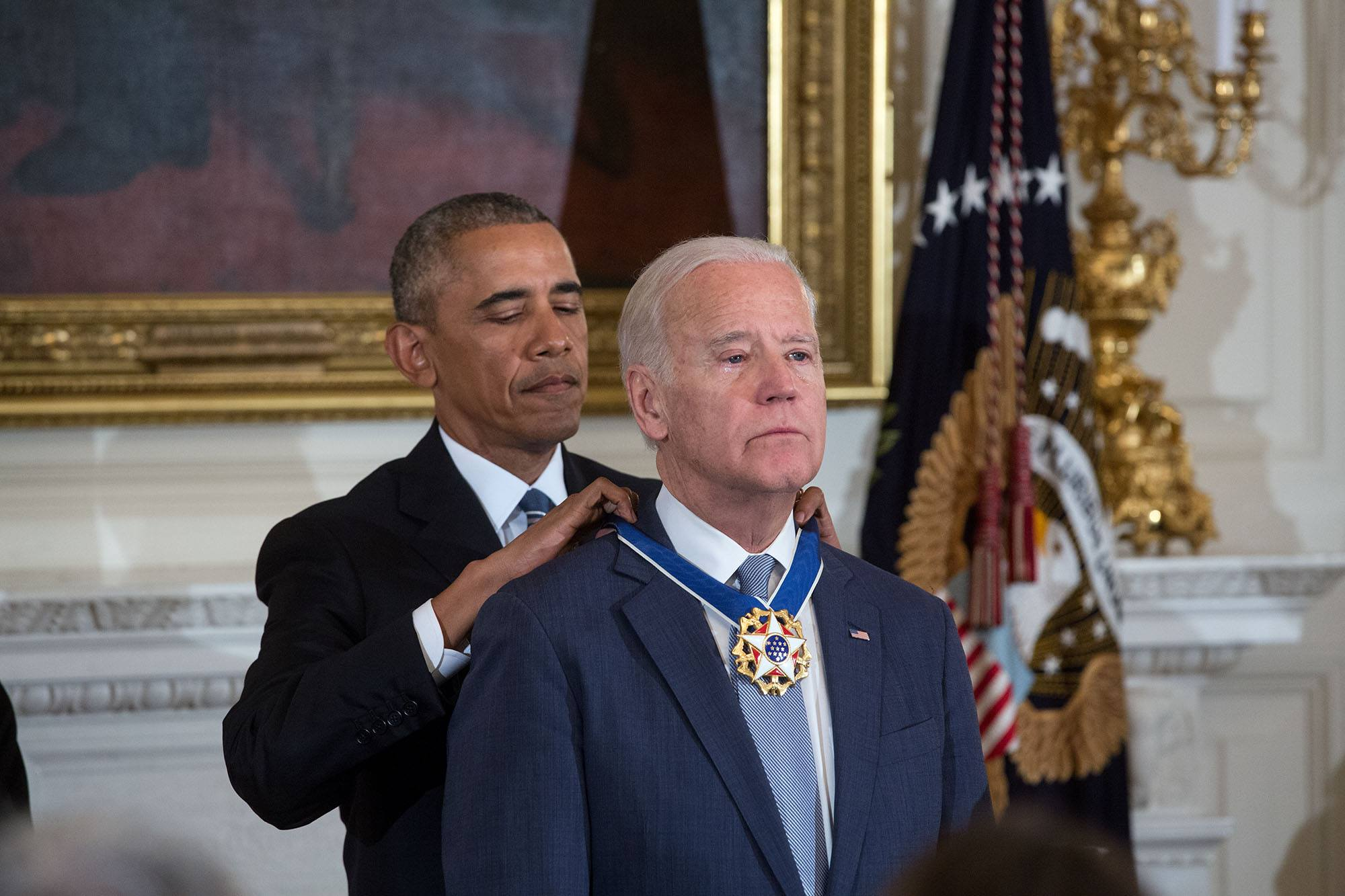
Joe Biden, 2017

| Ontvanger         | datum | opmerking                           |
| ----------------- | ----- | ----------------------------------- |
| Joe Biden         | 2017  | 47e vice-president (met distinctie) |
| George H.W. Bush  | 2011  | 41e president                       |
| Jimmy Carter      | 1999  | 39e president                       |
| Bill Clinton      | 2013  | 42e president                       |
| Gerald Ford       | 1999  | 38e president                       |
| Lyndon B. Johnson | 1980  | 36e president (postuum toegekend)   |
| John F. Kennedy   | 1963  | 35e president (postuum toegekend)   |
| Ronald Reagan     | 1993  | 40e president (met distinctie)      |

### Vicepresidenten
| Ontvanger          | datum | opmerking                  |
| ------------------ | ----- | -------------------------- |
| Nelson Rockefeller | 1977  | 41e vicepresident          |
| Hubert Humphrey    | 1980  | 38e vicepresident, postuum |
| Al Gore            | 2024  | 45e vicepresident          |

### Andere politieke personen

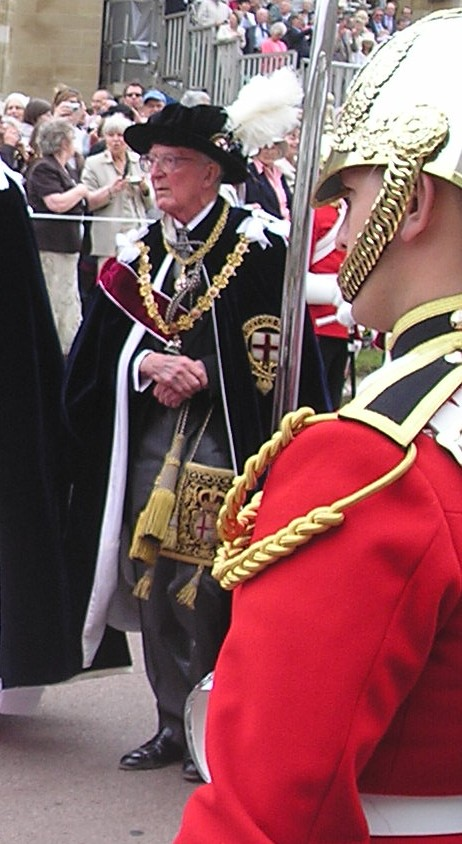
Peter Carington, 2006

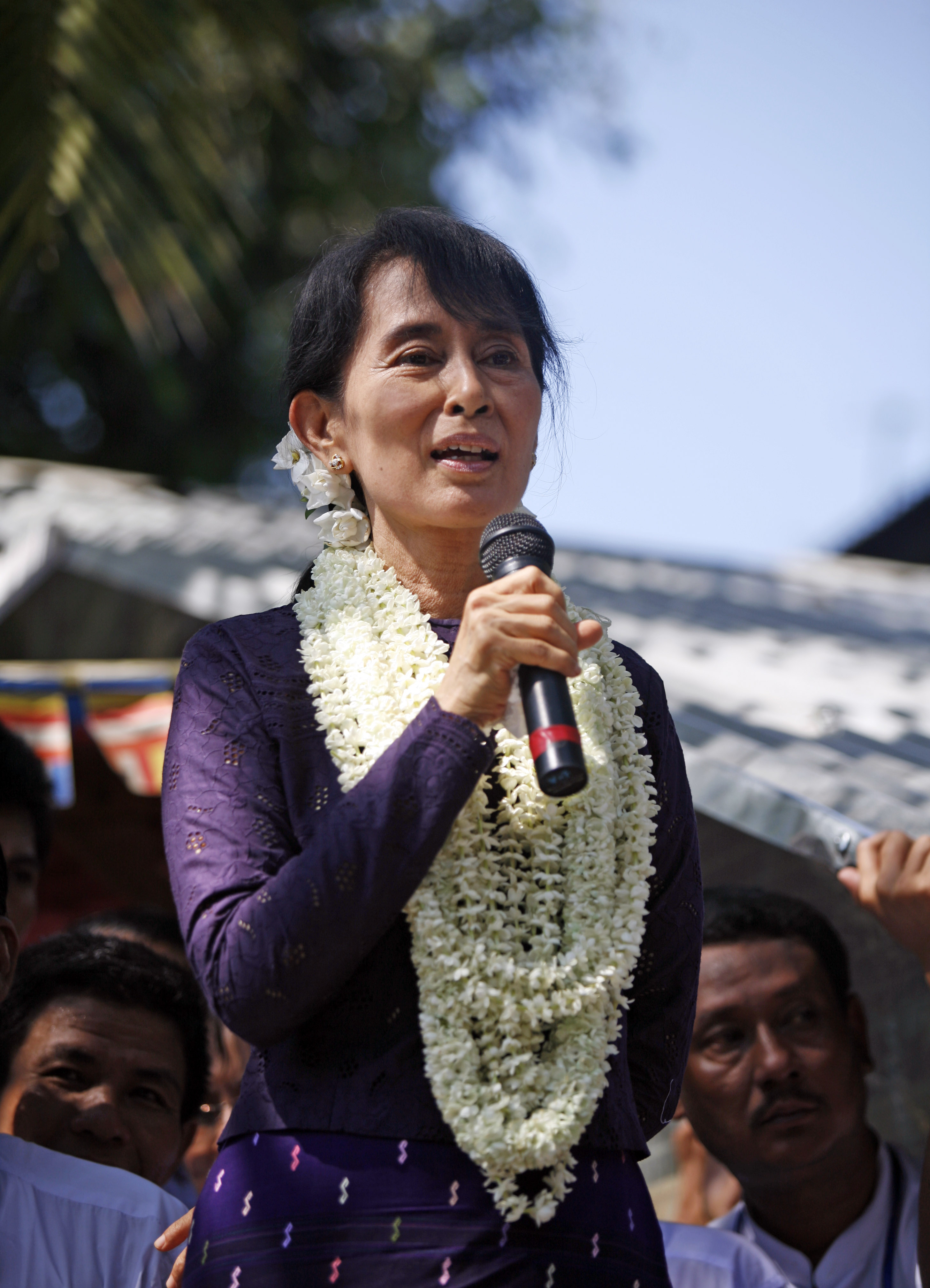
Aung San Suu Kyi, 2011

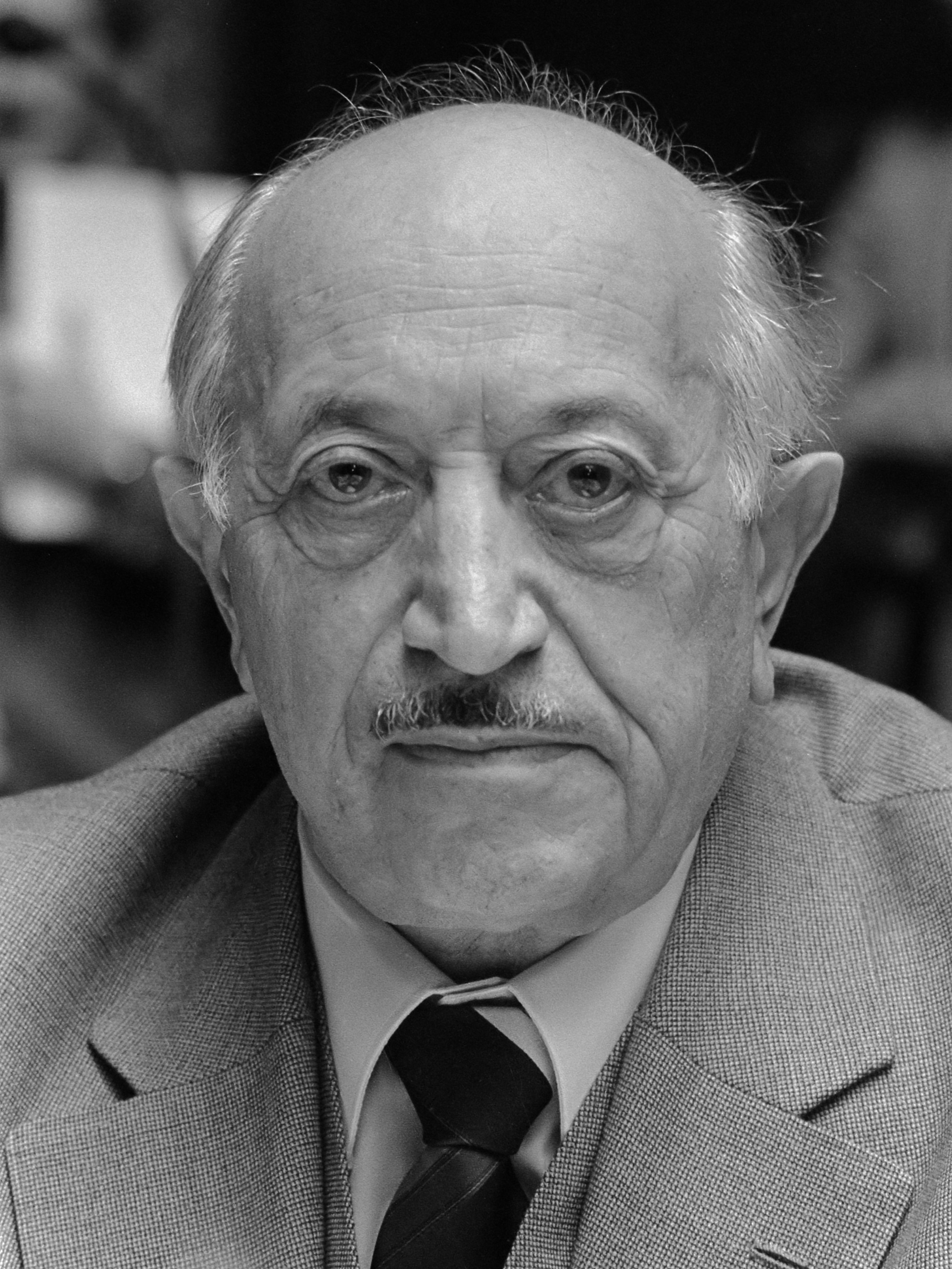
Simon Wiesenthal, ca. 1999/2000

| Ontvanger               | datum | opmerking                                                                                                |
| ----------------------- | ----- | --- |
| Eugene R. Black sr.     | 1969  | |
| James Brady             | 1996  | |
| Paul Bremer             | 2004  | |
| McGeorge Bundy          | 1969  | |
| Peter Carington         | 1988  | |
| Leo Cherne              | 1984  | |
| Javier Pérez de Cuéllar | 1991  | |
| Paul Drabinski          | 1993  | |
| Arthur Flemming         | 1994  | |
| James P. Grant          | 1994  | |
| Ella T. Grasso          | 1981  | postuum                                                                                                  |
| William J. Hopkins      | 1971  | |
| Max Kampelman           | 1999  | |
| Robert W. Komer         | 1967  | |
| Irving Kristol          | 2002  | |
| Herbert H. Lehman       | 1963  | Hij overleed een dag voor de ceremonie, zijn weduwe nam de prijs in ontvangst op 28 januari 1964         |
| Eugene M. Locke         | 1967  | |
| John Macy               | 1969  | |
| John J. McCloy          | 1963  | |
| John McCone             | 1987  | |
| George Meany            | 1963  | |
| Jean Monnet             | 1963  | |
| Paul Nitze              | 1985  | |
| Alan Page               | 2018  | Justitie van het Hooggerechtshof van Minnesota van 1993–2015; lid van de Pro Football Hall of Fame (NFL) |
| Norman Podhoretz        | 2004  | |
| George Robertson        | 2003  | |
| Carlos Romulo           | 1984  | |
| Walt Whitman Rostow     | 1969  | |
| Brent Scowcroft         | 1991  | |
| Albert Shanker          | 1998  | postuum                                                                                                  |
| Sargent Shriver         | 1994  | |
| Jens Stoltenberg        | 2024  | |
| Aung San Suu Kyi        | 2000  | |
| Vernon Walters          | 1991  | |
| William Webster         | 1991  | |
| Simon Wiesenthal        | 2000  | |
| Whitney Young           | 1969  | |

## Religie

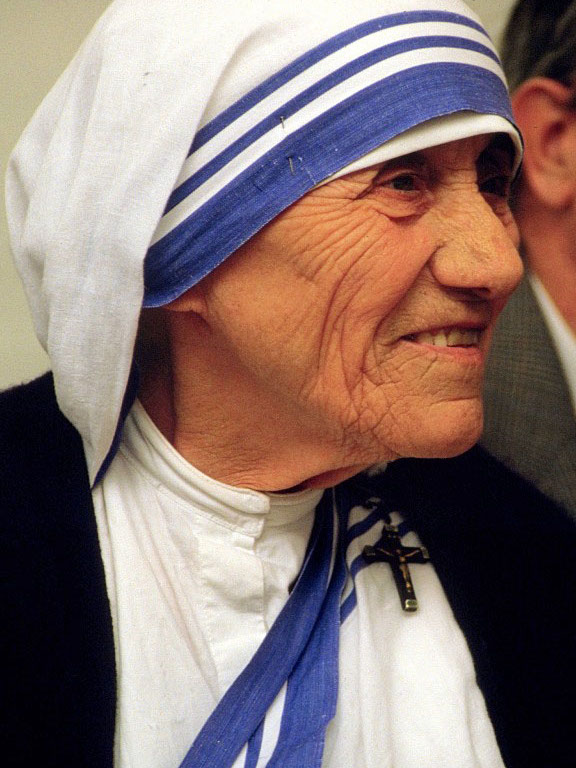
Moeder Teresa, 1986

| Ontvanger                     | datum | opmerking      |
| ----------------------------- | ----- | -------------- |
| Joseph Bernardin              | 1996  |                |
| Terence James Cooke           | 1984  | postuum        |
| Isolina Ferré                 | 1999  |                |
| Billy Graham                  | 1983  |                |
| Gordon Hinckley               | 2004  |                |
| Archbishop Iakovos of America | 1980  |                |
| Paus Johannes XXIII           | 1963  | postuum        |
| Paus Johannes Paulus II       | 2004  | met distinctie |
| Reinhold Niebuhr              | 1964  |                |
| Norman Vincent Peale          | 1984  |                |
| Gardner C. Taylor             | 2000  |                |
| Moeder Teresa                 | 1985  |                |
| Desmond Tutu                  | 2009  |                |
| Paus Franciscus               | 2025  | met distinctie |

## Wetenschap

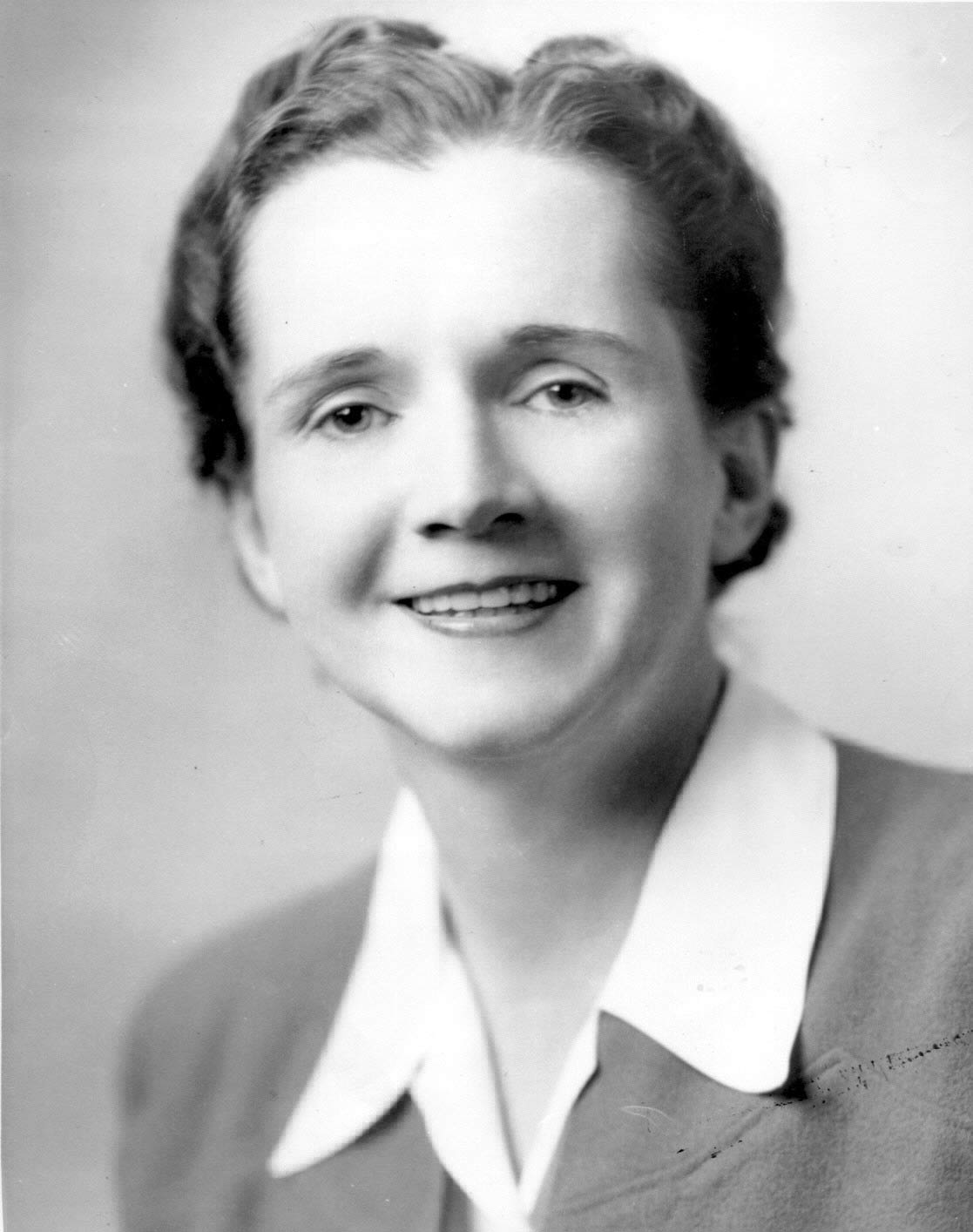
Rachel Carson

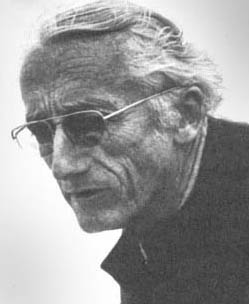
Jacques-Yves Cousteau in 1976

| Ontvanger             | datum | opmerking |
| --------------------- | ----- | --------- |
| John Bardeen          | 1977  |           |
| Rachel Carson         | 1980  | postuum   |
| Francis Collins       | 2007  |           |
| Jacques-Yves Cousteau | 1985  |           |
| Mildred Dresselhaus   | 2014  |           |
| Richard Garwin        | 2016  |           |
| Stephen Hawking       | 2009  |           |
| Clarence Johnson      | 1964  |           |
| Mathilde Krim         | 2000  |           |
| Joshua Lederberg      | 2006  |           |
| George Low            | 1985  | postuum   |
| Margaret Mead         | 1979  | postuum   |
| Lewis Mumford         | 1964  |           |
| Simon Ramo            | 1983  |           |
| Edward Teller         | 2003  |           |
| Alan Tower Waterman   | 1963  |           |
| James Watson          | 1977  |           |

## Sociologie
| Ontvanger       | datum | opmerking |
| --------------- | ----- | --------- |
| Robert Coles    | 1998  |           |
| James Q. Wilson | 2003  |           |

## Ruimteonderzoek

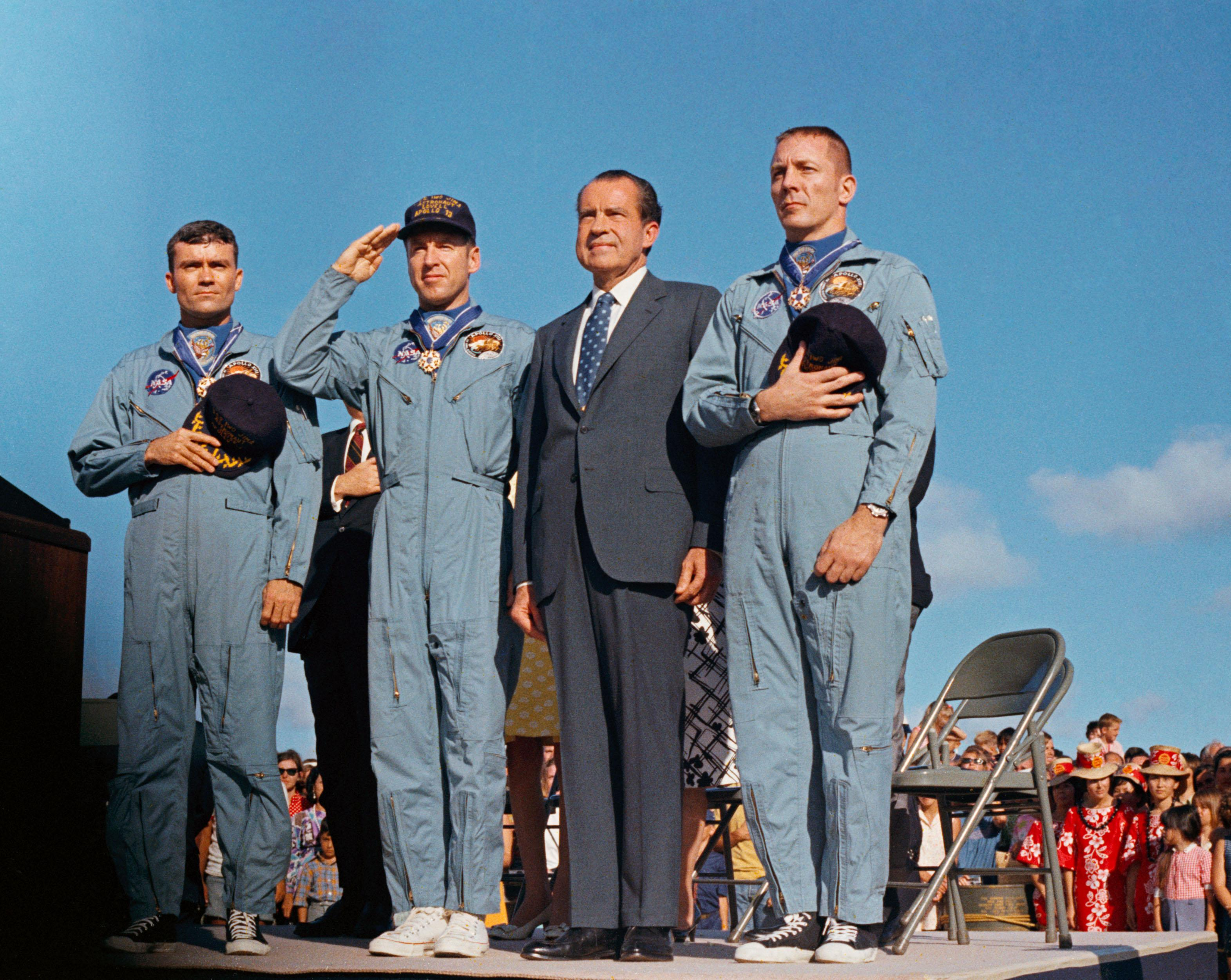
De astronauten van Apollo 13 in 1970

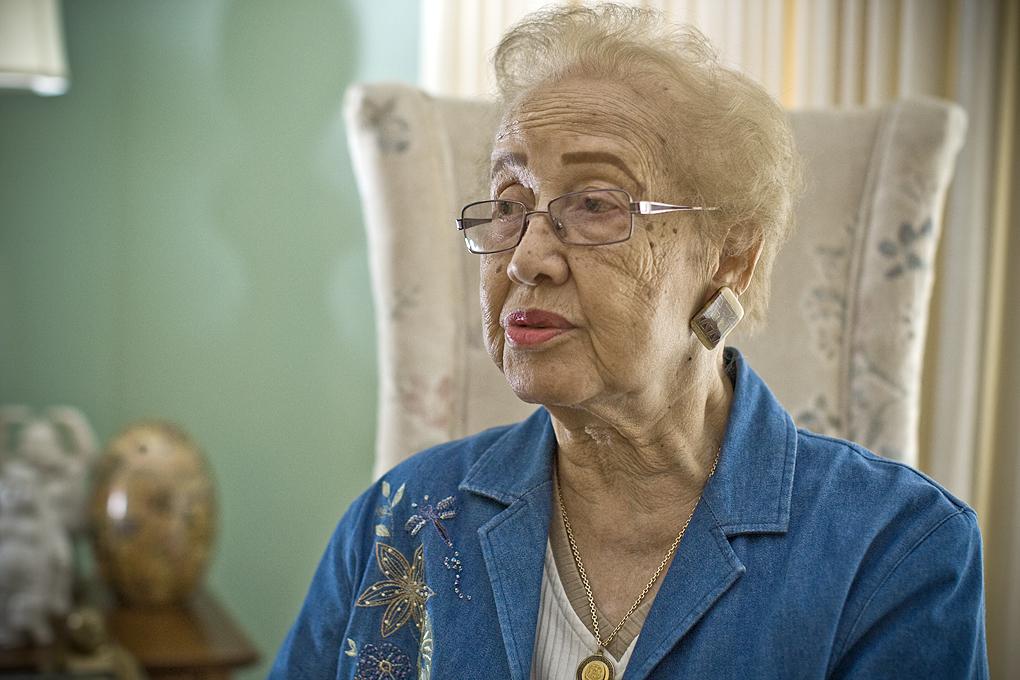
Katherine Johnson, 2008

| Ontvanger          | datum | opmerking |
| ------------------ | ----- | --------- |
| George Abbey       | 1970  |           |
| Buzz Aldrin        | 1969  | Apollo 11 |
| Neil Armstrong     | 1969  | Apollo 11 |
| Michael Collins    | 1969  | Apollo 11 |
| John Glenn         | 2012  |           |
| Gerald D. Griffin  | 1970  |           |
| Fred Haise         | 1970  | Apollo 13 |
| Katherine Johnson  | 2015  |           |
| Gene Kranz         | 1970  |           |
| Jim Lovell         | 1970  | Apollo 13 |
| Glynn Lunney       | 1970  |           |
| James McBarron     | 1970  |           |
| Edgar Mitchell     | 1970  |           |
| Sally Ride         | 2013  |           |
| Siguard A. Sjoberg | 1970  |           |
| Jack Swigert       | 1970  | Apollo 13 |
| Milton L. Windler  | 1970  |           |

## Sport

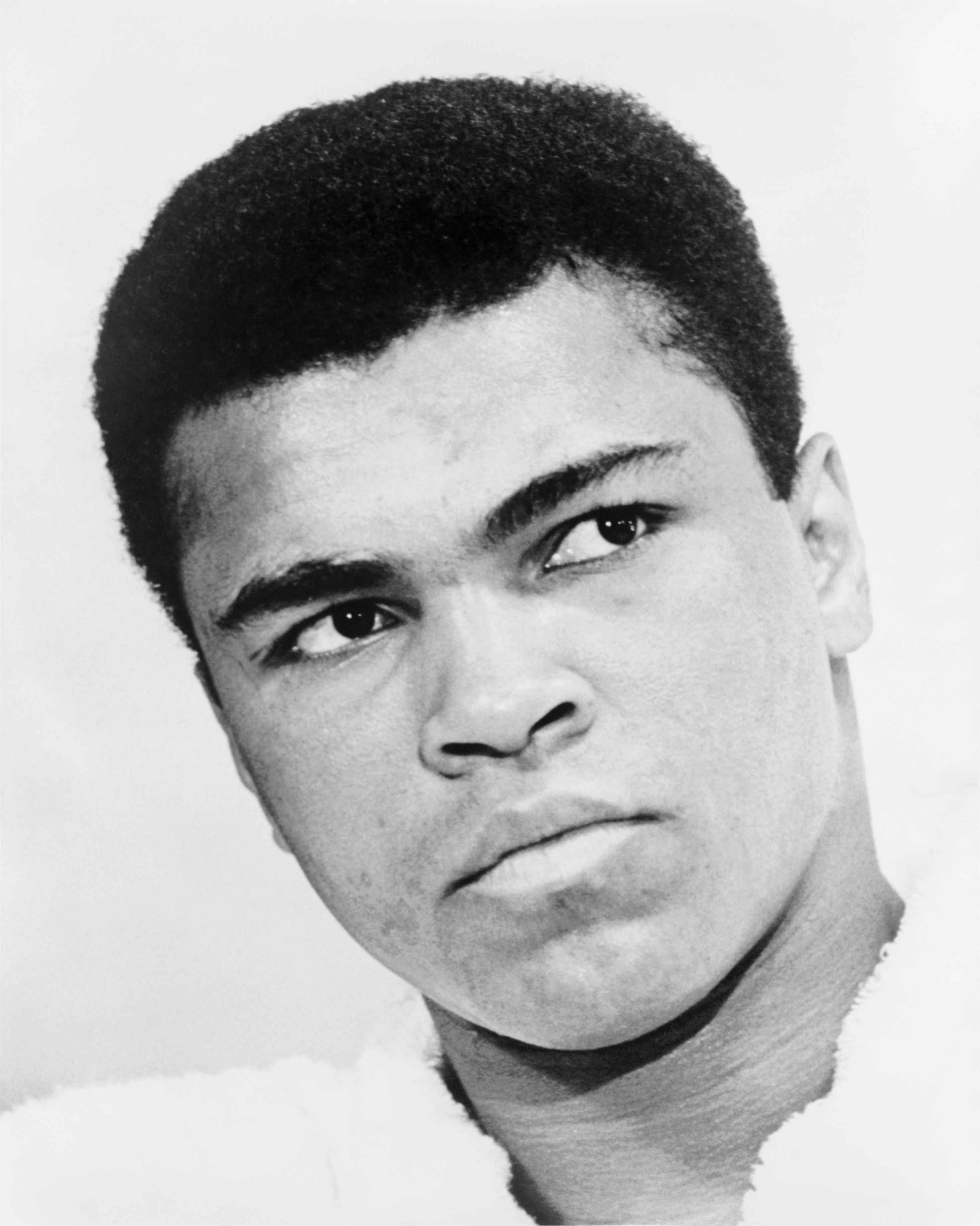
Muhammad Ali, 1967

Joe DiMaggio, 1981

| Ontvanger            | datum | opmerking |
| -------------------- | ----- | --------- |
| Hank Aaron           | 2002  |           |
| Kareem Abdul-Jabbar  | 2016  |           |
| Muhammad Ali         | 2005  |           |
| Arthur Ashe          | 1993  | postuum   |
| Yogi Berra           | 2015  | postuum   |
| Earl Blaik           | 1986  |           |
| Bear Bryant          | 1983  | postuum   |
| Roberto Clemente     | 2003  | postuum   |
| Bob Cousy            | 2018  |           |
| Joe DiMaggio         | 1977  |           |
| Michael Jordan       | 2016  |           |
| Billie Jean King     | 2009  |           |
| Robert J. H. Kiphuth | 1963  |           |
| Willie Mays          | 2015  |           |
| Stan Musial          | 2011  |           |
| Jack Nicklaus        | 2005  |           |
| Buck O'Neil          | 2006  |           |
| Jesse Owens          | 1977  |           |
| Arnold Palmer        | 2004  |           |
| Roger Penske         | 2019  |           |
| Richard Petty        | 1992  |           |
| Mariano Rivera       | 2019  |           |
| Frank Robinson       | 2005  |           |
| Jackie Robinson      | 1984  | postuum   |
| Bill Russell         | 2011  |           |
| Babe Ruth            | 2018  | postuum   |
| Jim Ryun             | 2020  |           |
| Vin Scully           | 2016  |           |
| Roger Staubach       | 2018  |           |
| Jerry West           | 2018  |           |
| Ted Williams         | 1991  |           |
| John Wooden          | 2003  |           |
| Tiger Woods          | 2019  |           |